# Berliner Stadtschloss

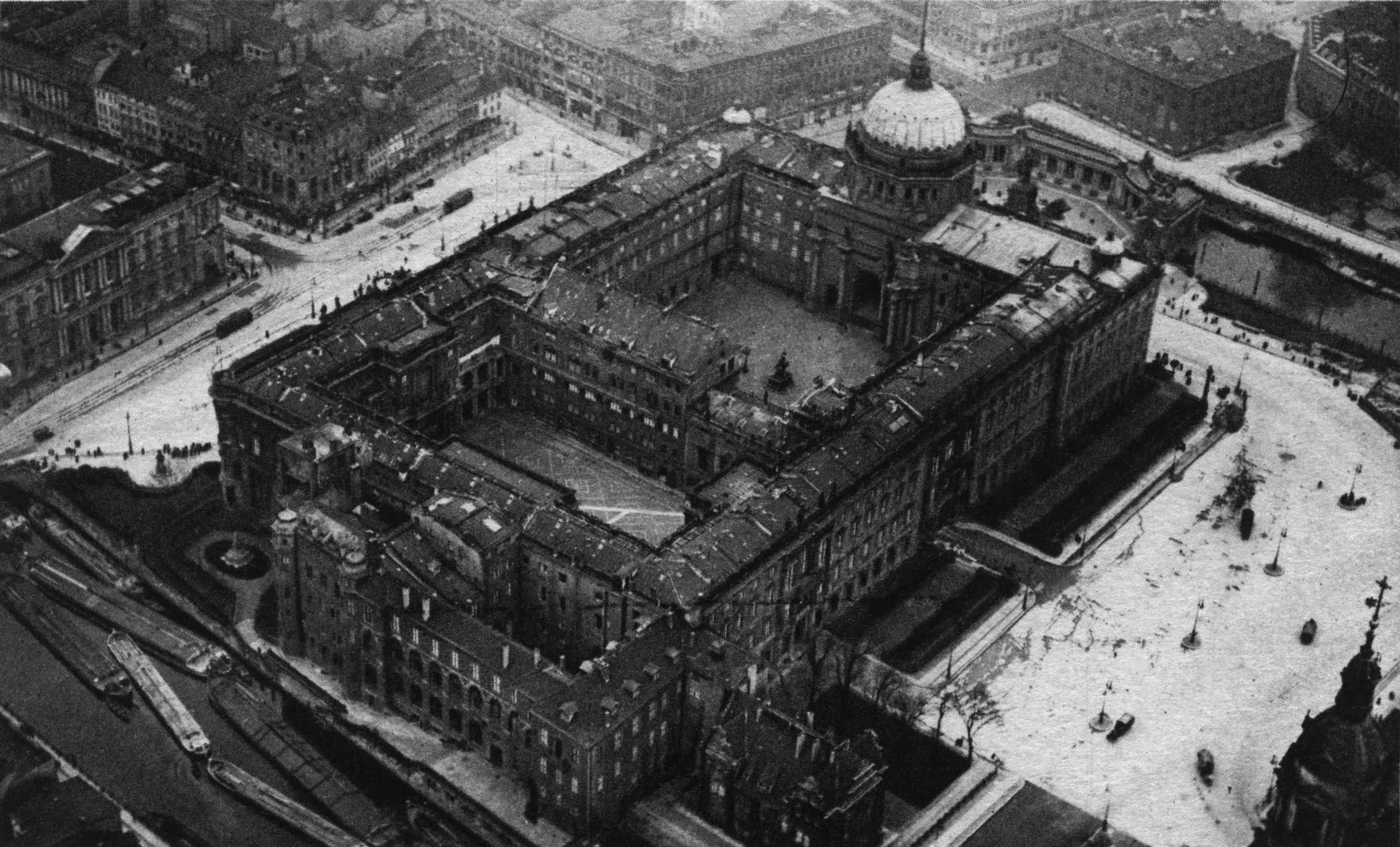
O Berliner Stadtschloss em 1900.

O Palácio de Berlim (em alemão: Berliner Schloss), anteriormente conhecido como Palácio Real (em alemão: Königliches Schloss), é um grande edifício adjacente à Catedral de Berlim e à Ilha dos Museus na área de Mitte em Berlim. Foi a principal residência dos Eleitores de Brandemburgo, Reis da Prússia e Imperadores Alemães de 1443 a 1918. Ampliado por ordem de Frederico I da Prússia de acordo com os planos de Andreas Schlüter de 1689 a 1713, foi a partir de então considerado uma importante obra da arquitetura barroca prussiana. O palácio real tornou-se um dos maiores edifícios de Berlim e moldou a paisagem urbana com sua cúpula de erguida em 1845. Utilizado para várias funções governamentais após a abolição da monarquia Hohenzollern na revolução de 1918, o palácio foi danificado durante o bombardeio aliado na Segunda Guerra Mundial e foi demolido pelas autoridades da Alemanha Oriental em 1950. Na década de 1970, as autoridades da Alemanha Oriental construíram um centro parlamentar e cultural modernista no local, conhecido como Palácio da República. Após a reunificação alemã em 1990, e anos de debate, particularmente sobre o legado histórico controverso de ambos os edifícios, o próprio Palácio da República foi demolido em 2009. A maior parte do exterior do Palácio de Berlim foi reconstruída a partir de 2013 para abrigar o museu Humboldt Forum. A fachada leste do palácio reconstruído incorpora um design modernista, enquanto o novo interior combina elementos historicistas e modernistas. O arquiteto Franco Stella supervisionou o projeto e a reconstrução exterior foi concluída em 2020, com a última decoração instalada em 2023. O palácio está agora novamente entre os maiores do mundo.

## Visão geral

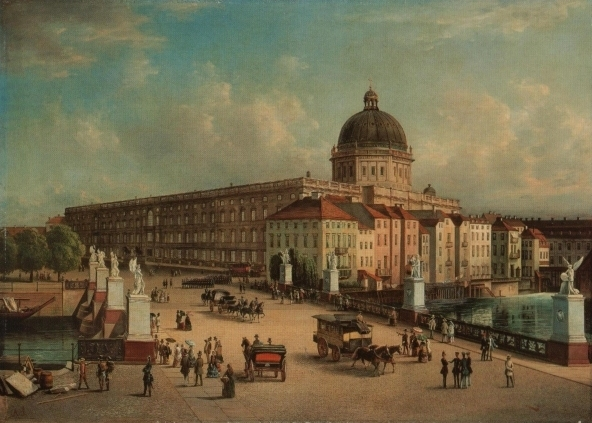
O Berliner Stadtschloss (ou Stadtschloß) numa pintura do século XIX

O palácio foi originalmente construído no século XV, mas mudou de forma ao longo dos séculos seguintes. Apresentava características do estilo Barroco; sua forma, que havia sido finalizada em meados do século XVIII, é em grande parte atribuída ao arquiteto alemão Andreas Schlüter, cujo primeiro projeto provavelmente data de 1702, embora o palácio incorporasse partes anteriores como visto em 1688 por Nicodemus Tessin, o Jovem. Foi a residência principal e de inverno dos reis Hohenzollern da Prússia de 1701 a 1918. Após a unificação da Alemanha em 1871, também se tornou a residência central dos Imperadores Alemães, que também serviram como reis da Prússia. Após a proclamação da República de Weimar em 1918, o palácio tornou-se um museu. Na Segunda Guerra Mundial, o edifício foi gravemente danificado pelos bombardeios aliados. Embora se acredite que poderia ter sido reparado, o palácio foi demolido em 1950 pelas autoridades da Alemanha Oriental após muitas críticas. Na década de 1970, o Palácio da República foi construído em seu lugar. Após controversas discussões públicas, em 2002 o Bundestag decidiu demolir o Palácio da República para dar lugar a uma reconstrução parcial do Palácio de Berlim. Localizado na Ilha Spree, os planos previam a reconstrução de três lados do exterior do palácio no estilo original, inicialmente sem o Monumento Nacional ao Kaiser Guilherme na frente oeste voltada para o rio Spree, e uma fachada modernista voltada para outro braço do Spree. As fachadas reconstruídas de forma idêntica incluem várias esculturas e pedras remanescentes do palácio original. As fachadas do pátio interno também são modernas, exceto três fachadas do pátio principal que foi originalmente construído em 1699 (Schlüterhof). A planta foi projetada para permitir futuras reconstruções de notáveis salas históricas. Parte do edifício abriga o museu e complexo de congressos do Fórum Humboldt, que foi concluído em 2020.

## História

### História até 1871
O palácio substit

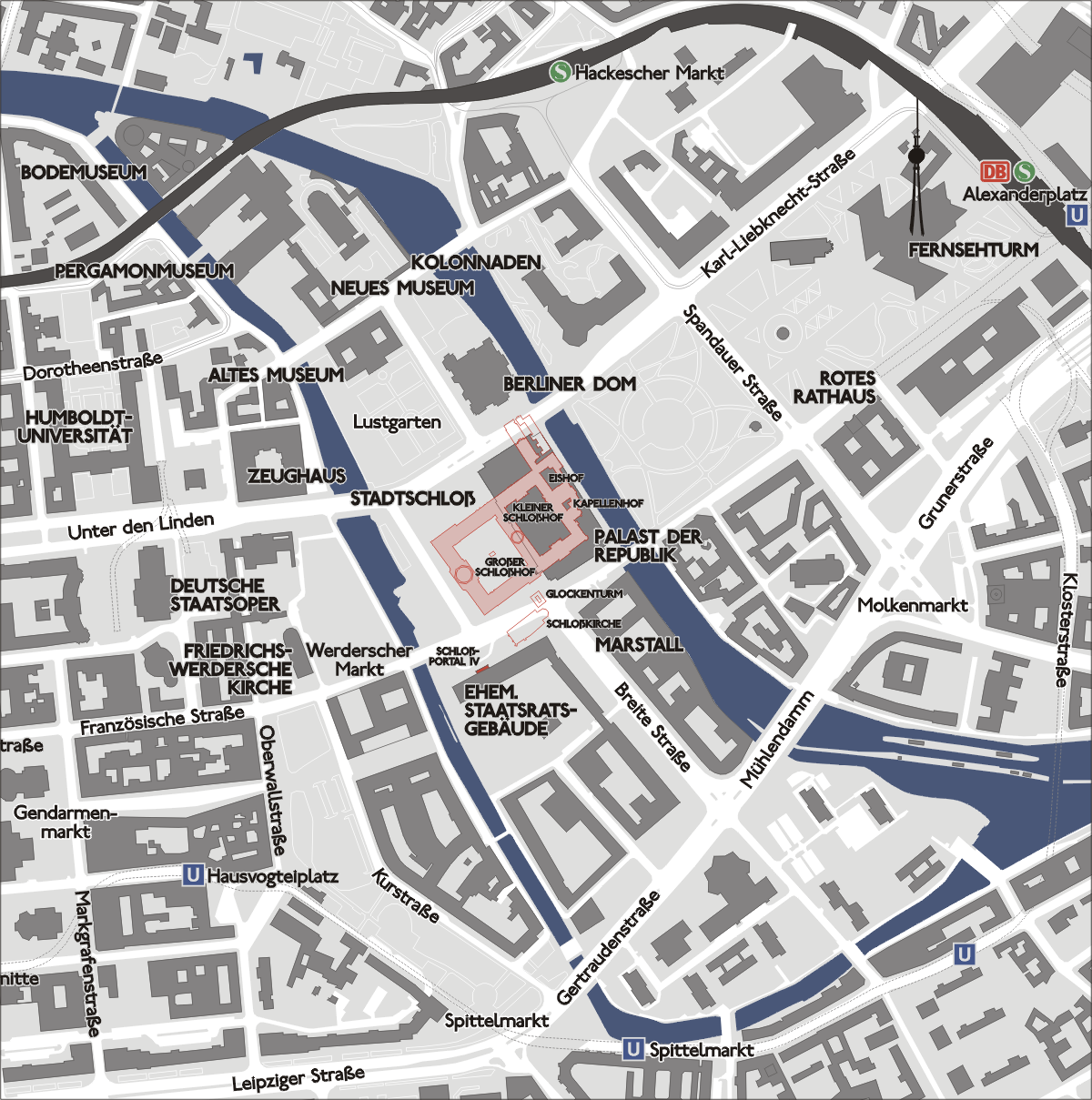
Planta da área onde se erguia o Berliner Stadtschloss

uiu um forte ou castelo anterior que guardava a travessia do Spree em Cölln, uma cidade vizinha que se fundiu com Berlim em 1710. O castelo ficava na Ilha dos Pescadores, como é conhecido o extremo sul da Ilha dos Museus no Spree. Em 1443, Frederico II "Dente de Ferro", Margrave e Príncipe Eleitor de Brandemburgo, lançou as fundações da primeira fortificação de Berlim em uma seção de terras pantanosas ao norte de Cölln. Ao término do castelo em 1451, Frederico mudou-se da cidade de Brandemburgo. O papel principal do castelo e sua guarnição nesse período era estabelecer a autoridade dos margraves sobre os cidadãos indisciplinados de Berlim, que relutavam em abrir mão de seus privilégios medievais para uma monarquia. Em 1415, o rei Sigismundo havia enfeudado os príncipes Hohenzollern com Brandemburgo, e eles agora estavam estabelecendo seu poder e retirando privilégios que as cidades haviam obtido no interregno de Brandemburgo de 1319-1415. Em 1454, Frederico II, após retornar via Roma de sua peregrinação a Jerusalém, transformou a capela do castelo em uma igreja paroquial, dotando-a ricamente com relíquias e altares. O Papa Nicolau V ordenou a Stephan Bodecker, então Príncipe-Bispo de Brandemburgo, que consagrasse a capela a Erasmo de Fórmia. Em 7 de abril de 1465, a pedido de Frederico, o Papa Paulo II atribuiu à Capela de São Erasmo um Colégio de direito canônico chamado Stift zu Ehren Unserer Lieben Frauen, des heiligen Kreuzes, St. Petri und Pauli, St. Erasmi und St. Nicolai. Esta igreja colegiada tornou-se o núcleo da atual Suprema Igreja Evangélica e Paroquial e Colegiada (Berliner Dom (Catedral de Berlim), adjacente ao local do castelo.
Em 1538, o Eleitor Joaquim II demoliu o castelo e contratou o mestre construtor Caspar Theiss para construir um novo e mais grandioso palácio no estilo Renascença italiana. Após a Guerra dos Trinta Anos (1618-1648), Frederico Guilherme, o "Grande Eleitor", embelezou ainda mais o palácio. Em 1688, Nicodemus Tessin, o Jovem projetou arcadas no pátio com colunas maciças na frente. Não se sabe muito sobre as alterações de 1690-1695, quando Johann Nering era o arquiteto da corte. Martin Grünberg continuou as alterações de 1695 a 1699.
Em 1699, o Eleitor Frederico III de Brandemburgo (que assumiu o título de Rei na Prússia em 1701, tornando-se Frederico I), nomeou o arquiteto Andreas Schlüter para executar um "segundo plano" ao estilo italiano. O primeiro projeto de Schlüter provavelmente data de 1702; ele planejou reconstruir o palácio no estilo Barroco protestante. Seu conceito geral na forma de um cubo regular envolvendo um pátio magnificamente ornamentado foi mantido por todos os diretores de construção que o sucederam. Em 1706, Schlüter foi substituído por Johann Friedrich Eosander von Göthe, que projetou a extensão ocidental do palácio, dobrando seu tamanho. Em todos os elementos essenciais, a composição equilibrada e rítmica das fachadas de Schlüter foi mantida, mas Göthe moveu a entrada principal para a nova ala oeste.
Frederico Guilherme I, que se tornou rei em 1713, estava interessado principalmente em construir a Prússia como uma potência militar e dispensou a maioria dos artesãos que trabalhavam no palácio. Como resultado, o plano de Göthe foi apenas parcialmente executado. O palácio era notadamente a localização original do Sala de Âmbar no Palácio de Catarina de Tsarskoye Selo perto de São Petersburgo, mas Pedro, o Grande da Rússia admirou-o durante uma visita, e em 1716 Frederico Guilherme I presenteou a sala a Pedro. No entanto, o exterior do palácio já havia chegado próximo à sua forma final em meados do século XVIII. A decoração interior continuou, envolvendo os talentos de Georg Wenzeslaus von Knobelsdorff, Carl von Gontard e muitos outros. O estágio final foi a construção da cúpula em 1845, durante o reinado de Frederico Guilherme IV. A cúpula foi construída por Friedrich August Stüler segundo um projeto de Karl Friedrich Schinkel.
O próprio palácio foi o epicentro da Revolução de 1848 na Prússia. Enormes multidões se reuniram fora do palácio para apresentar um "discurso ao rei" contendo suas demandas por uma constituição, reforma liberal e unificação alemã. Frederico Guilherme IV saiu do palácio para aceitar suas demandas. Em 18 de março, uma grande manifestação fora do palácio levou ao derramamento de sangue e ao início de lutas nas ruas. Mais tarde, Frederico Guilherme voltou atrás em suas promessas e reimplementou um regime autocrático. A partir desse momento, muitos berlinenses e outros alemães passaram a ver o palácio como um símbolo de opressão e "militarismo prussiano".

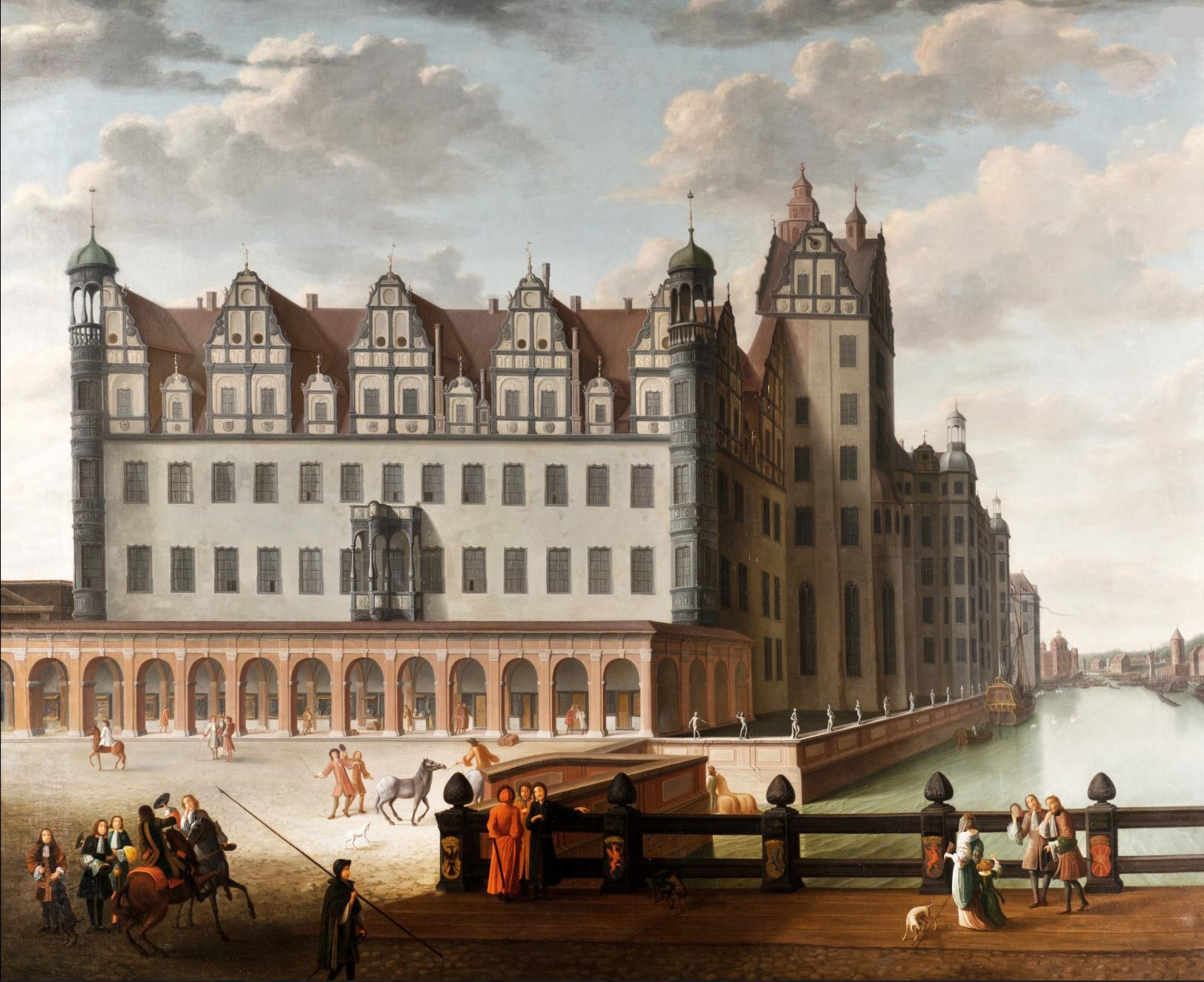
A residência renascentista (palácio) no século XVII (conforme pintado por Abraham Begeyn)
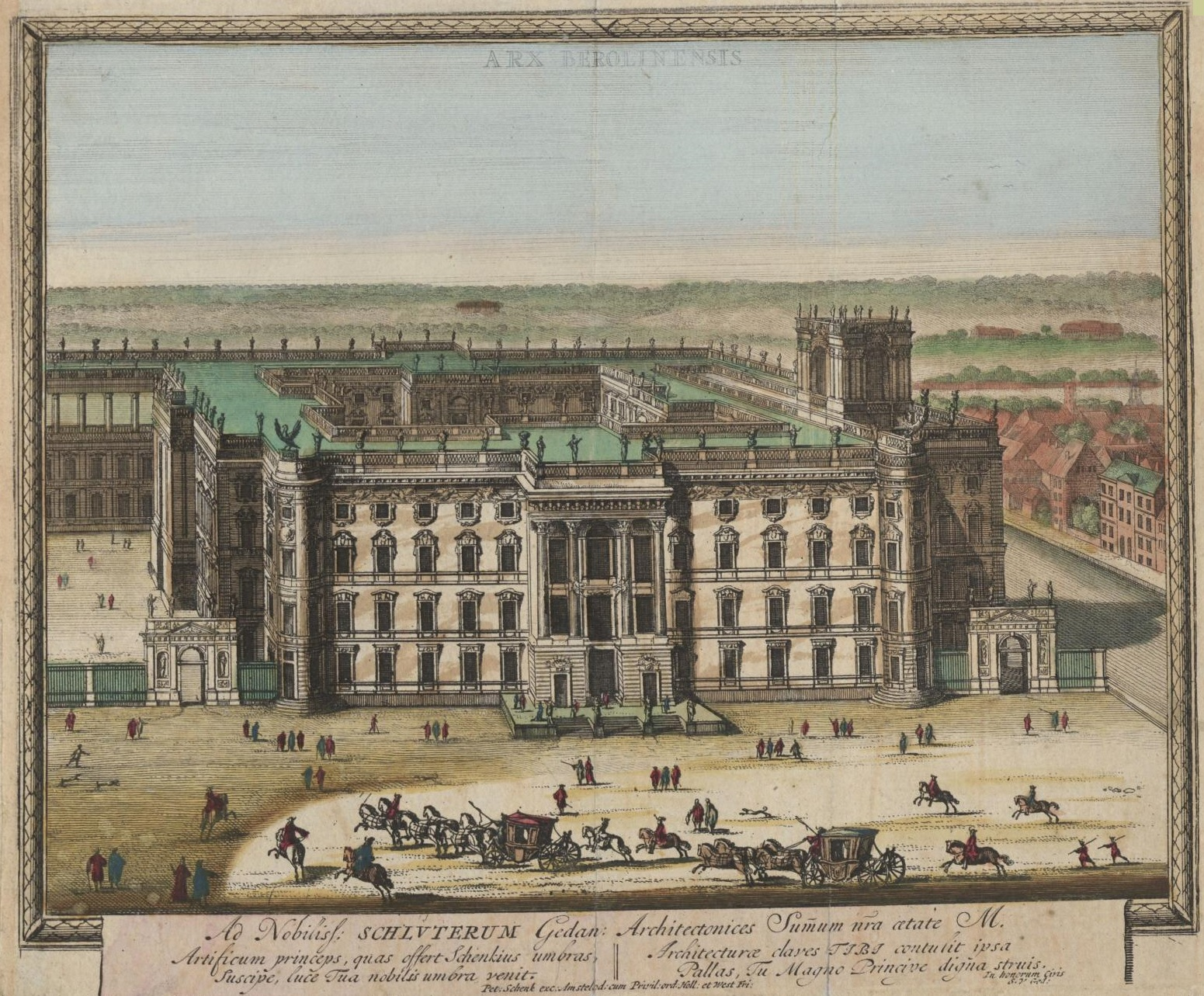
A residência recém-construída (palácio substituto) em 1702 (conforme retratado por Schenk). Observe a cúpula ausente, acrescentada apenas em 1845.
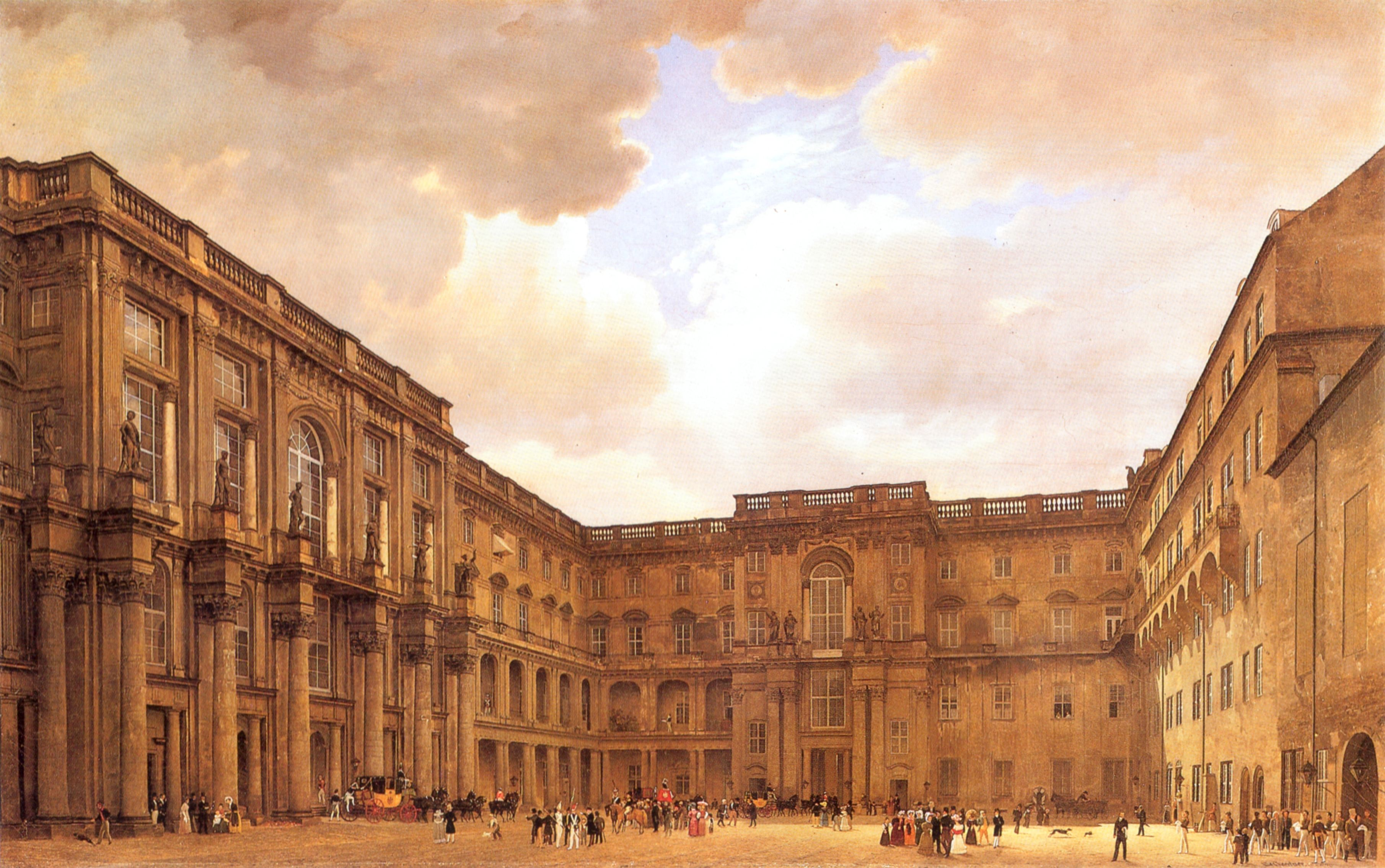
O Schlüterhof barroco, pátio interno do palácio (pintura de Gaertner, 1830)

### História durante o Império Alemão, República de Weimar e Era Nacional-Socialista (1871-1945)
Em 1871, o Rei Guilherme I foi elevado ao status de Imperador Alemão (Kaiser) de uma Alemanha unificada, e o palácio tornou-se o coração simbólico do Império Alemão. O Império era (em teoria) um estado constitucional, e a partir de 1894, o novo edifício do Reichstag, sede do parlamento alemão, passou não apenas a rivalizar, mas a ofuscar o palácio como centro de poder do Império. Em conjunto com a derrota da Alemanha na Primeira Guerra Mundial, o Kaiser Guilherme II foi forçado a abdicar, tanto como Imperador Alemão quanto como Rei da Prússia. Em novembro de 1918, durante o vácuo imediato de poder após a abdicação do Kaiser, o líder espartaquista Karl Liebknecht declarou uma república socialista alemã de uma sacada do palácio. Foi uma tentativa de direcionar a revolução alemã para uma Alemanha comunista e contrastou com a proclamação de uma república que Philipp Scheidemann do Partido Social-Democrata havia feito algumas horas antes de uma sacada do edifício do Reichstag. As proclamações conflitantes ressaltaram que os mais de 400 anos de ocupação real dos Hohenzollern no Palácio de Berlim haviam chegado ao fim.
Durante a República de Weimar, partes do palácio foram transformadas em museu, enquanto outras partes continuaram a ser usadas para recepções e outras funções estatais. Sob o Partido Nacional-Socialista (Nazista) de Adolf Hitler, que eliminou as esperanças monarquistas de uma restauração dos Hohenzollern, o edifício foi amplamente ignorado. Durante a Segunda Guerra Mundial, o palácio foi atingido duas vezes por bombas aliadas: em 3 e 24 de fevereiro de 1945. Na última ocasião, quando tanto as defesas aéreas quanto os sistemas de combate a incêndios de Berlim haviam sido destruídos, o edifício foi atingido por bombas incendiárias, perdeu seu telhado e foi em grande parte queimado.

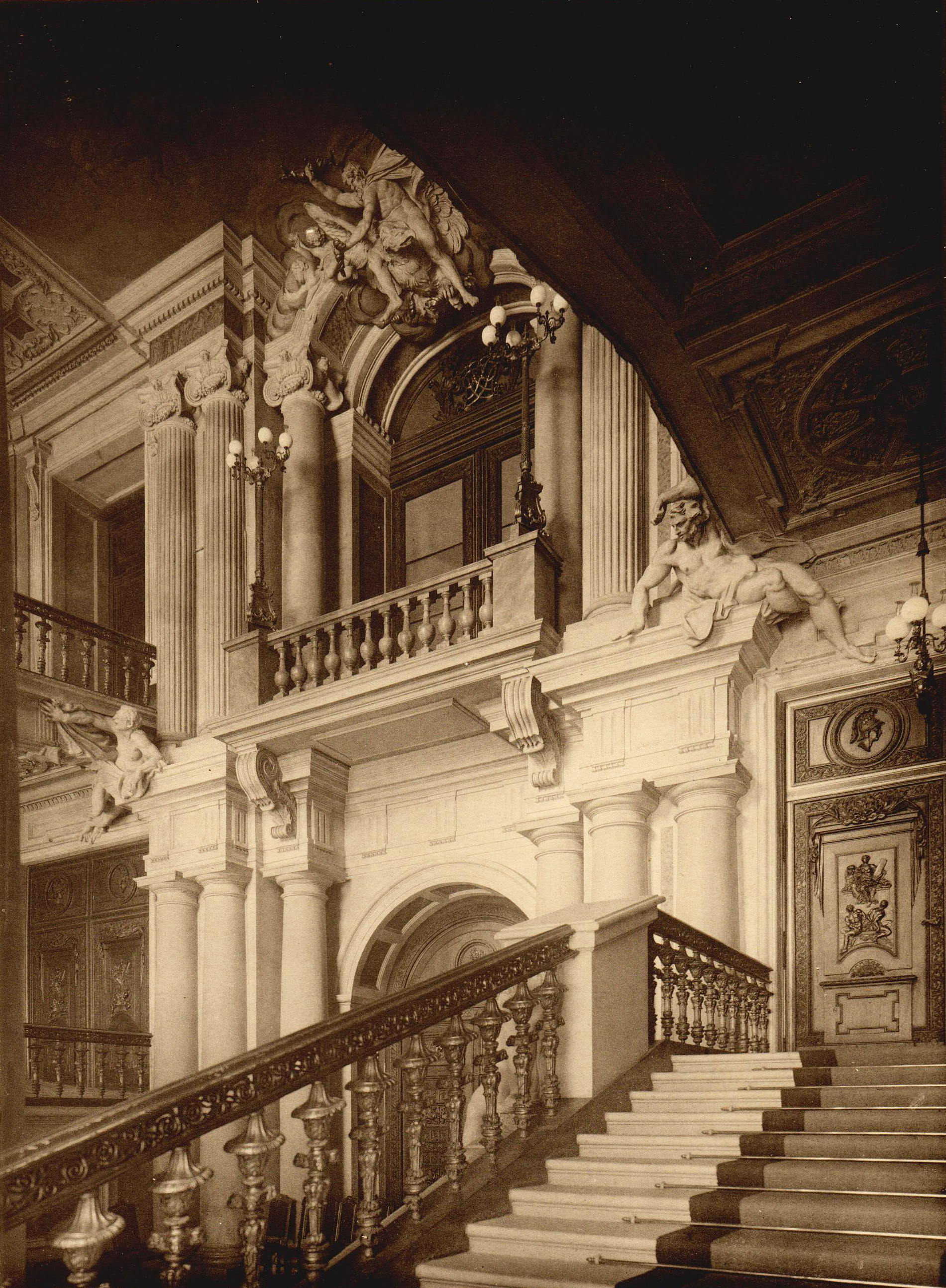
Escadaria Principal, a entrada cerimonial do palácio a partir do Schlüterhof
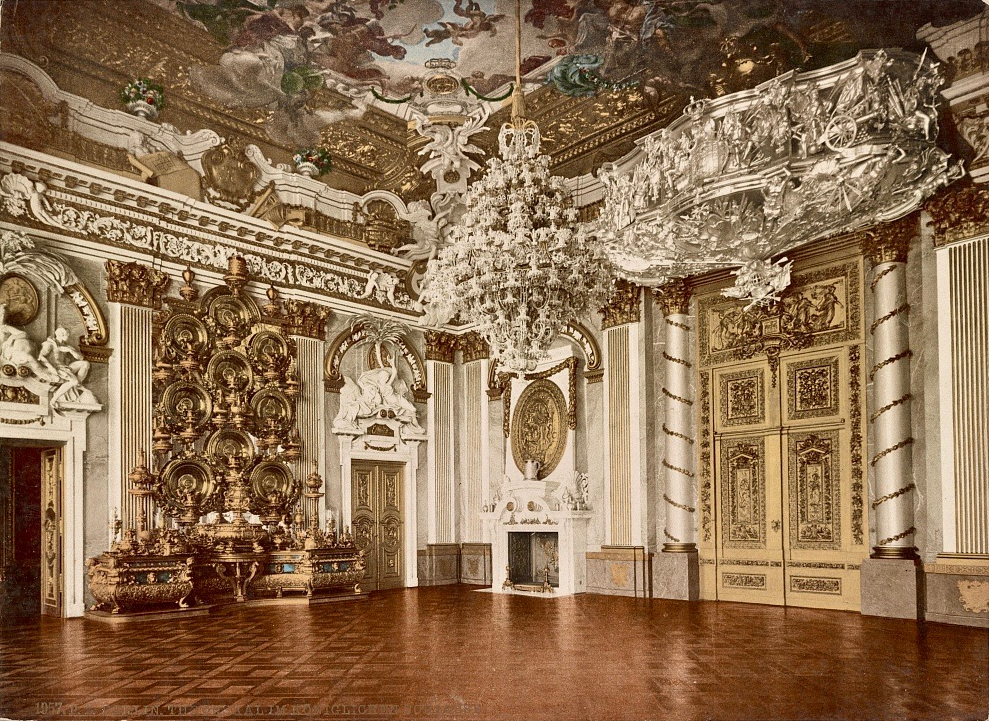
Sala dos Cavaleiros vista em direção à Escadaria Principal, por volta de 1900
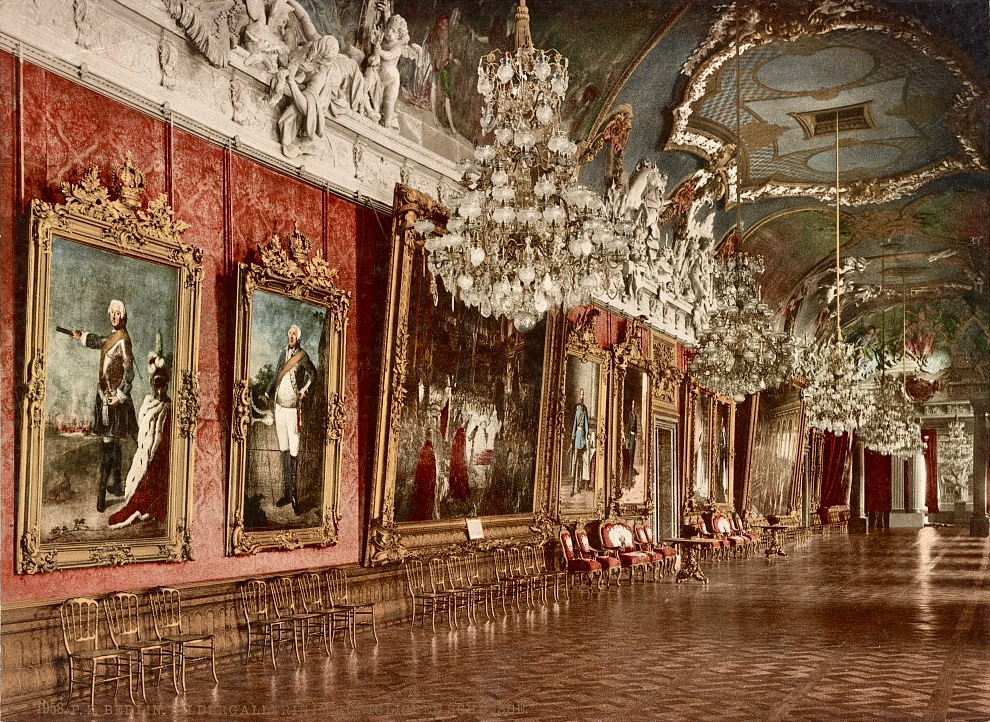
Galeria de Pinturas vista em direção à Sala Branca, c. 1900
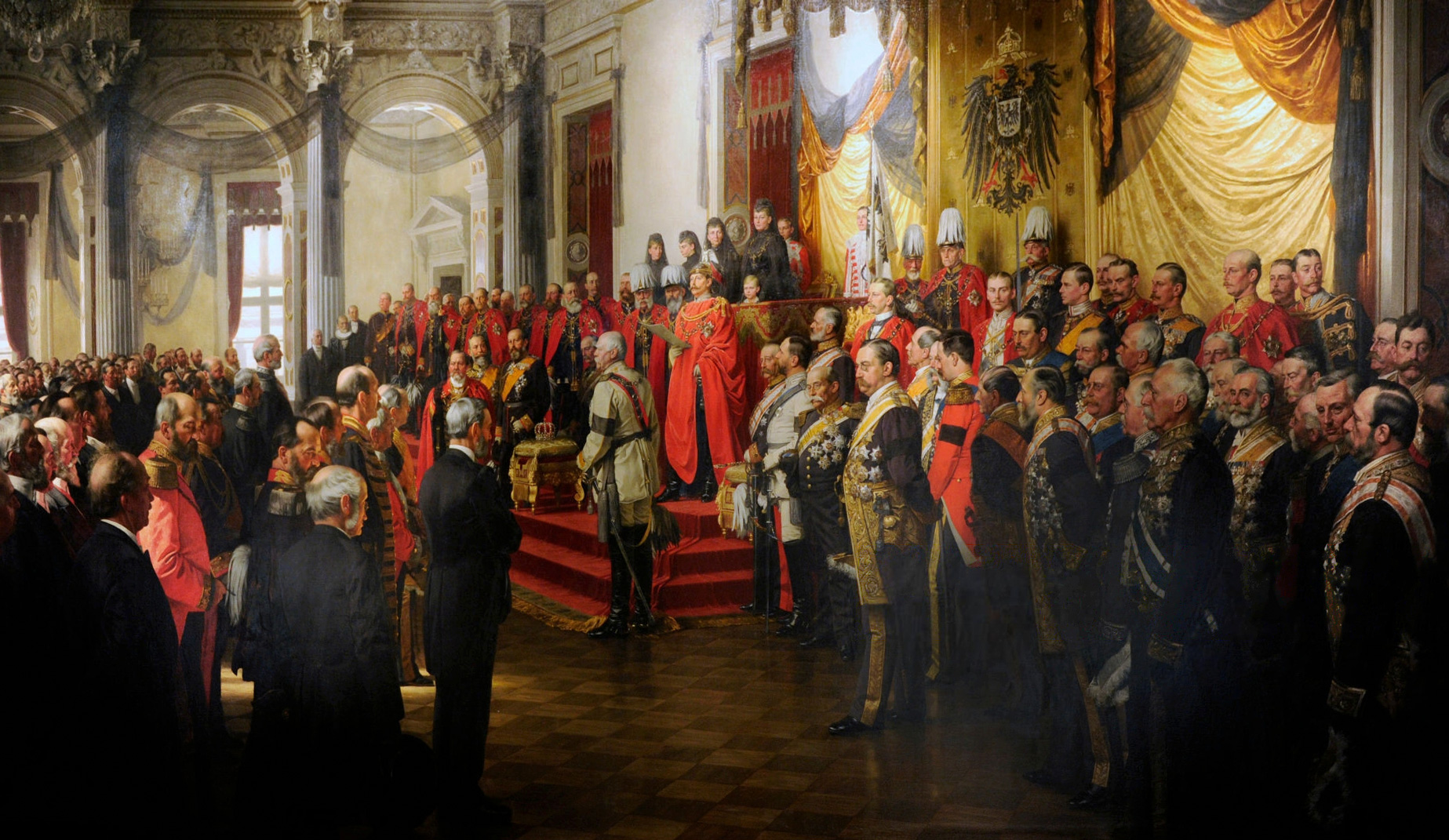
Imperador Guilherme II abrindo o Reichstag na Sala Branca do Palácio de Berlim, 1888 (pintura de Anton von Werner, 1893)
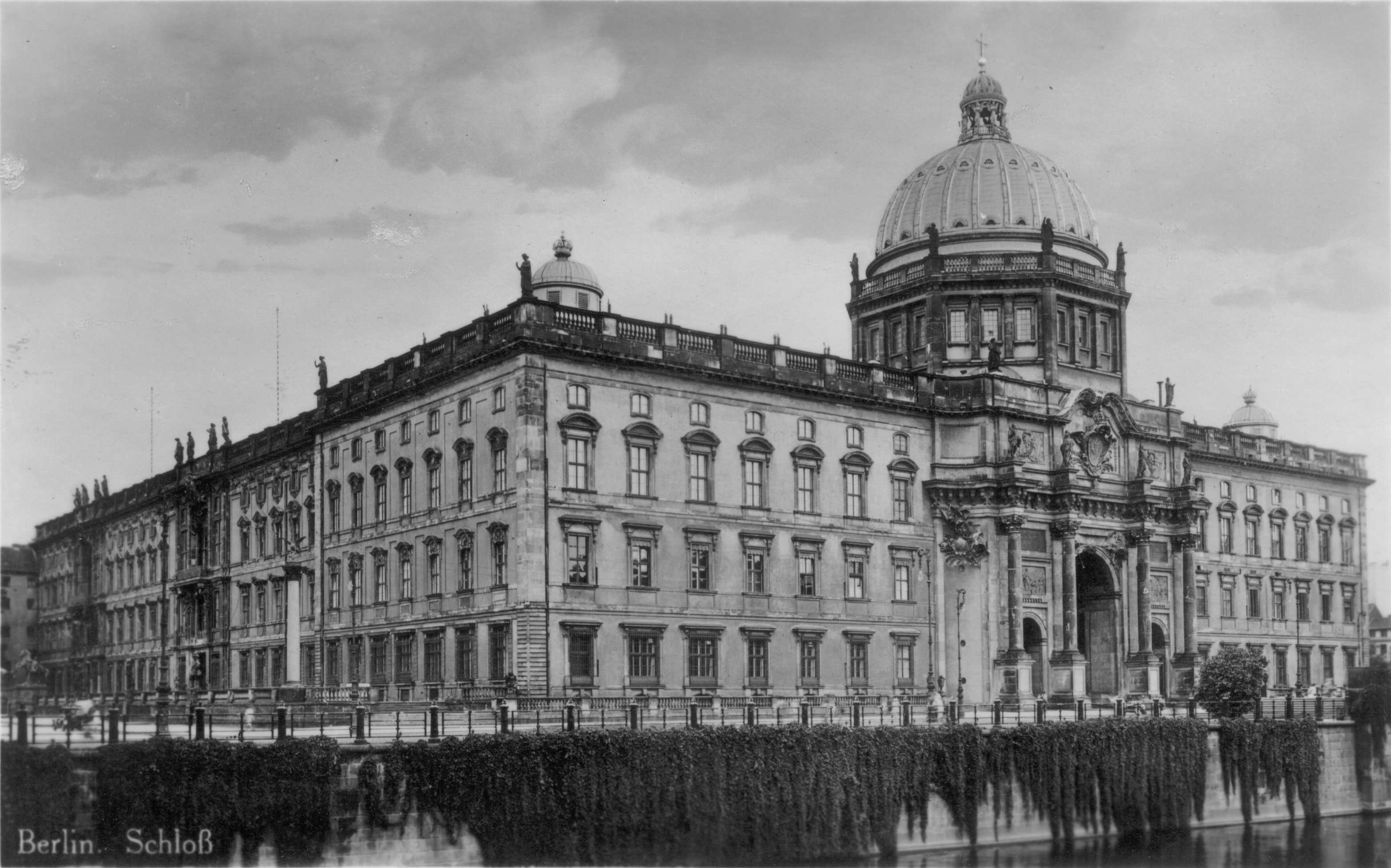
As fachadas oeste e sul do palácio vistas do outro lado do Spree em 1920

### Debate do pós-guerra e demolição
O fim da guerra viu o palácio como uma casca queimada de sua antiga glória, embora o edifício permanecesse estruturalmente sólido e grande parte de sua decoração interior ainda estivesse preservada. Poderia ter sido restaurado, como muitos outros edifícios bombardeados no centro de Berlim foram posteriormente. A área em que estava localizado estava dentro da zona soviética, que se tornou a República Democrática Alemã. O edifício foi usado para um filme de guerra soviético ("a Batalha de Berlim") no qual o palácio serviu como cenário, com projéteis de artilharia reais disparados contra ele para obter um impacto cinematográfico realista.
O novo governo socialista declarou o palácio um símbolo do militarismo prussiano, embora naquela época não parecessem haver planos para destruir o edifício. Algumas partes dele foram de fato reparadas e usadas de 1945 a 1950 como espaço de exposição. Um relatório secreto do Ministério da Construção da RDA de 1950, redescoberto apenas em 2016, calculava que a reconstrução do Palácio danificado poderia ser alcançada por 32 milhões de marcos da Alemanha Oriental. Mas em julho de 1950, Walter Ulbricht, o novo Secretário-Geral do Comitê Central do Partido Socialista Unificado da Alemanha, anunciou a demolição do palácio. Apesar das objeções, sua remoção começou em setembro de 1950, o processo levou quatro meses e consumiu 19 toneladas de dinamite.
Tão sólida era sua construção que a cúpula e toda a sua montagem permaneceram intactas mesmo depois que o resto do edifício caiu por terra. Apenas uma seção foi preservada, um portal da sacada da qual Karl Liebknecht havia declarado a República Socialista Alemã. Em 1964, foi adicionado ao Prédio do Conselho de Estado, com um cartouche alterado, onde forma a entrada principal. O espaço vazio onde ficava o palácio foi nomeado Marx-Engels-Platz e usado como praça para desfiles. De 1973 a 1976, durante o governo de Erich Honecker, foi construído um grande edifício modernista, o Palácio da República (Palast der Republik), que ocupava a maior parte do local do antigo palácio.

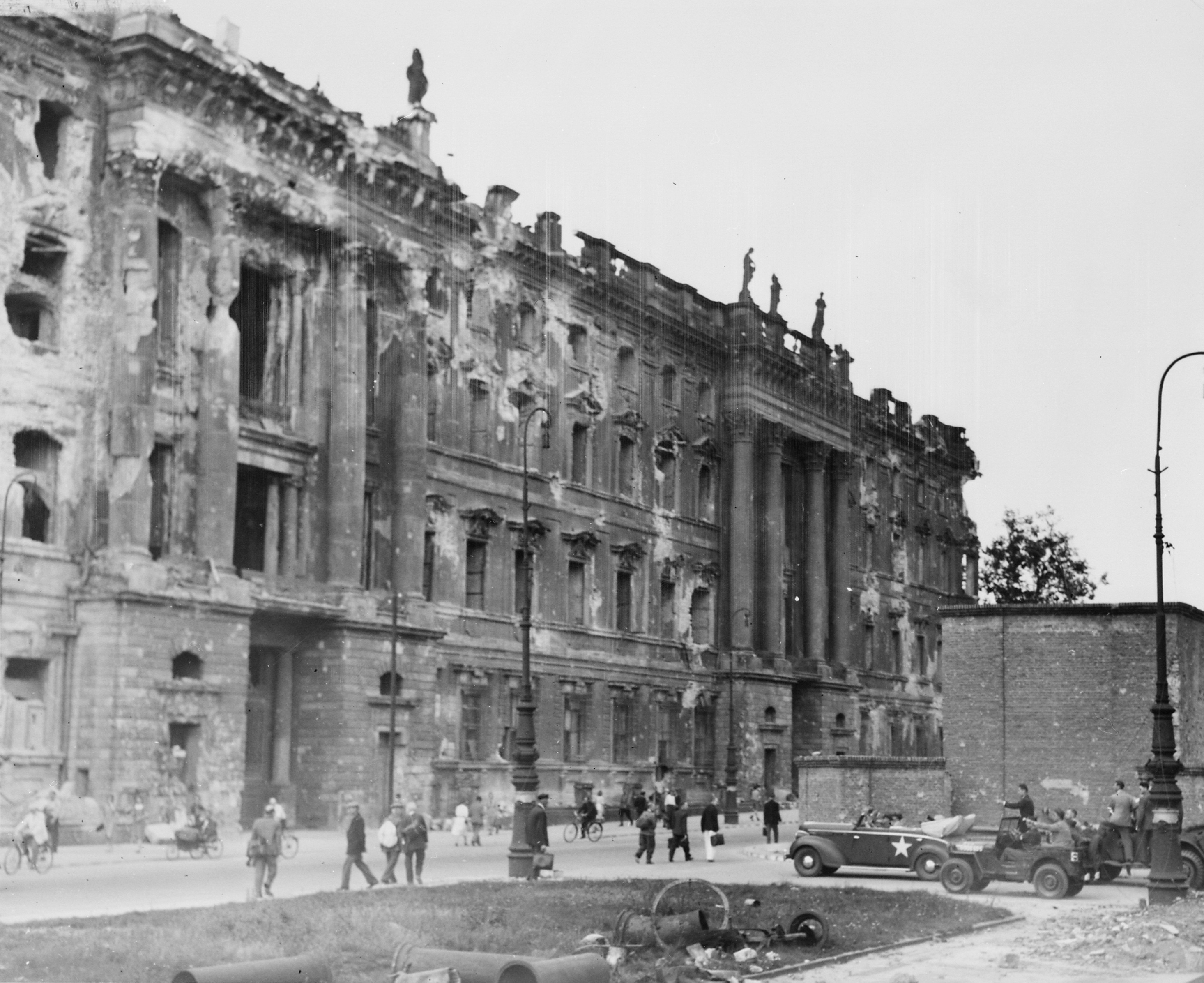
A Schlossplatz com o palácio queimado em 1945, após a Queda de Berlim
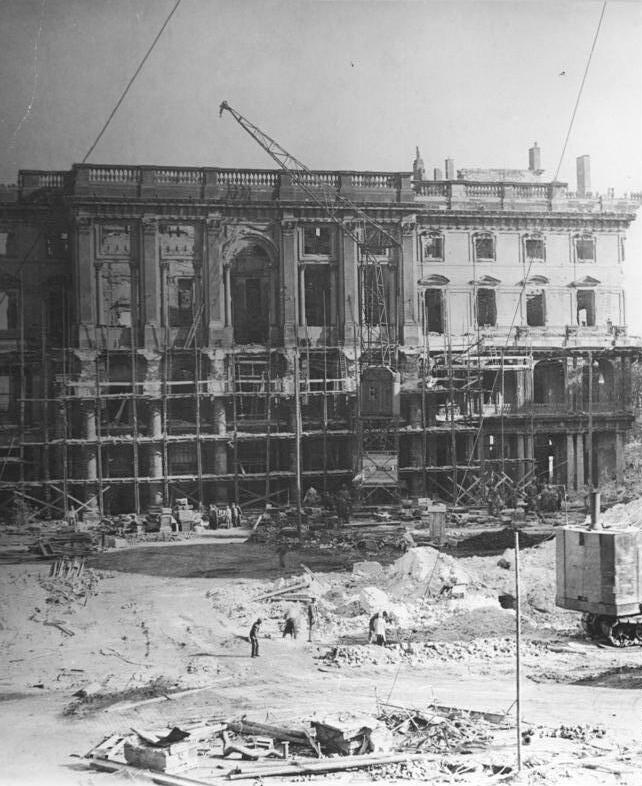
A demolição do Schlüterhof, até este ponto ainda amplamente preservado, 1950
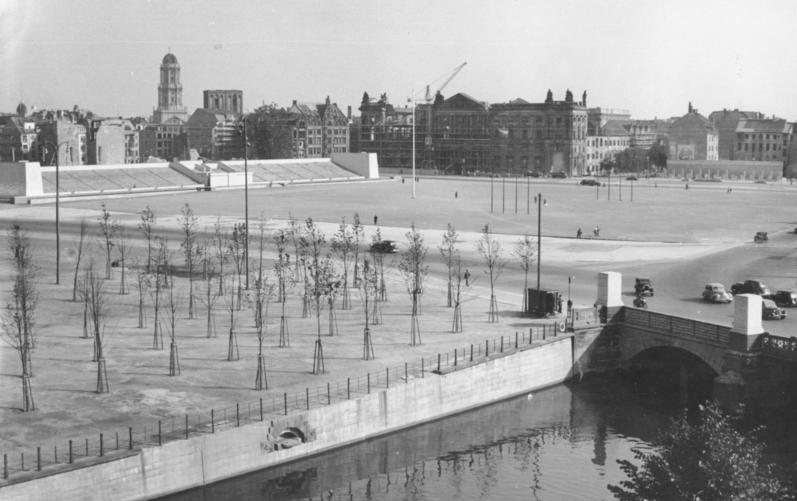
A Marx-Engels-Platz no antigo terreno do palácio e Schlossplatz, 1951
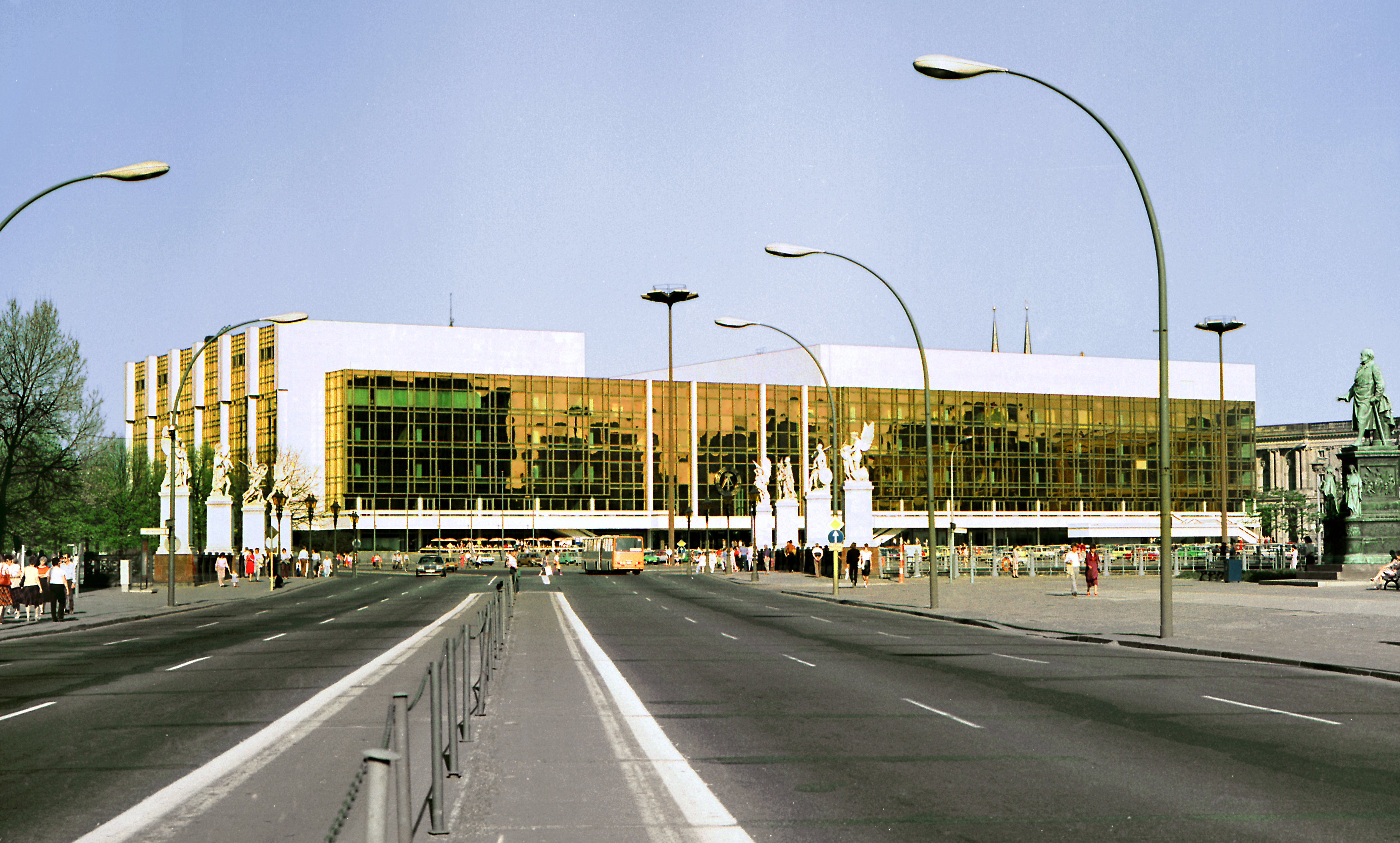
A fachada frontal do Palácio da República em 1986 a partir de Unter den Linden

### Reunificação
A sacada de Liebknecht, uma das poucas partes preservadas do palácio pré-guerra, foi reutilizada no Prédio do Conselho de Estado (Staatsratsgebäude), que agora abriga a Escola Europeia de Administração e Tecnologia. Pouco antes da reunificação alemã em outubro de 1990, descobriu-se que o Palácio da República estava contaminado com amianto e foi fechado ao público. Após a reunificação, o governo da cidade de Berlim ordenou a remoção do amianto, um processo que foi concluído em 2003. Em novembro de 2003, o governo federal alemão decidiu demolir o edifício e deixar a área e a adjacente Marx-Engels Platz (renomeada Schlossplatz) como um parque, aguardando uma decisão quanto ao seu futuro. A demolição começou em fevereiro de 2006 e foi concluída em 2009. A demolição foi demorada devido à presença de amianto adicional e porque o palácio atuava como contrapeso à Catedral de Berlim, do outro lado da rua, sobre o terreno instável da Ilha dos Museus. Os alemães orientais ressentiram-se da demolição, especialmente aqueles para quem o Palácio da República havia sido um lugar de memórias queridas, ou que sentiam um sentimento de deslocamento em um mundo pós-comunista. De 2008 até o início da construção em 2013, a grande área da Schlossplatz original tornou-se um campo gramado, disposto em linhas mínimas, com plataformas de madeira. Ao mesmo tempo, a Autoridade de Monumentos de Berlim (Landesdenkmalamt) realizou extensas escavações arqueológicas. Partes de porões que haviam estado situados no canto sudoeste do antigo Palácio foram descobertas e decidiu-se que seriam preservadas e tornadas acessíveis aos visitantes como uma "janela arqueológica".

### Reconstrução

#### O debate
Após a reunificação, iniciou-se um debate de 20 anos sobre se o palácio deveria ser reconstruído, e se isso deveria ser feito parcial ou totalmente. Grupos defensores da reconstrução argumentavam que a reconstrução do palácio restauraria a unidade e integridade do centro de Berlim, que inclui a Catedral de Berlim, o Lustgarten e os museus da Ilha dos Museus. Os opositores do projeto incluíam aqueles que defendiam a preservação do Palácio da República alegando que ele próprio tinha significado histórico; aqueles que argumentavam que a área deveria se tornar um parque público; e aqueles que acreditavam que um novo edifício seria uma pastiche de estilos arquitetônicos anteriores, seria um símbolo indesejável do passado imperial da Alemanha e seria inaceitavelmente caro sem benefício econômico definido. Os opositores também argumentavam que seria impossível reconstruir com precisão o exterior e os interiores do edifício, pois nem planos detalhados nem as habilidades artesanais necessárias estavam disponíveis. Outros contestavam isso, afirmando que existia documentação fotográfica suficiente de ambos quando o palácio foi convertido em museu após 1918.
A divisão ideológica foi exemplificada por dois grupos opostos. A Associação para a Preservação do Palácio da República (Verein zur Erhaltung des Palastes der Republik) defendia uma renovação do edifício da RDA que incorporaria uma recriação da principal fachada ocidental do Palácio da Cidade, para um "centro popular" multiuso semelhante ao Centro Pompidou em Paris. A Associação de Amigos do Palácio de Berlim (Förderverein Berliner Schloss) argumentava pela reconstrução externa completa do Palácio da Cidade, por considerá-la a única opção que restauraria o conjunto estético e histórico do coração de Berlim; também rejeitava sugestões de que a proposta de reconstrução meticulosa seria uma réplica "Disney" não autêntica, já que a maioria dos edifícios centenários de pedra são, por desgaste e reparos, pelo menos reconstruções parciais; e argumentando que a alegação de que o tempo presente só pode se representar em sua própria linguagem arquitetônica é simplesmente ideologia. A Associação Patrocinadora também chamou atenção para a observação na Carta de Veneza de que "edifícios históricos têm uma idade material e um significado imaterial": uma importância que transcende o tempo e que, desde que exista documentação suficiente para uma cópia verdadeiramente autêntica, justifica sua reconstrução para preservar uma parte vital da identidade urbana e da memória histórica.

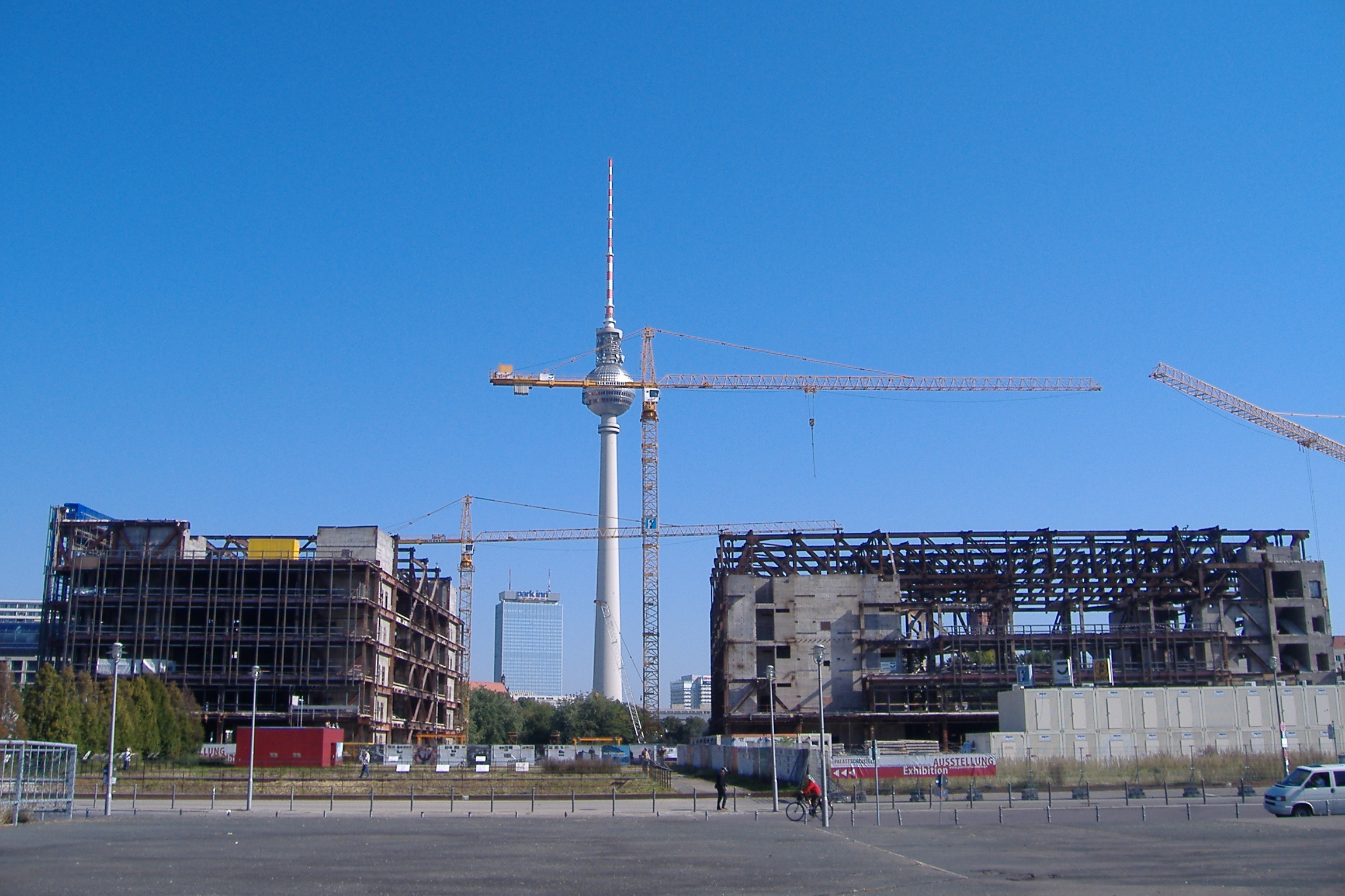
O local do palácio em 2007, com o Palácio da República sendo demolido e a Fernsehturm ao fundo
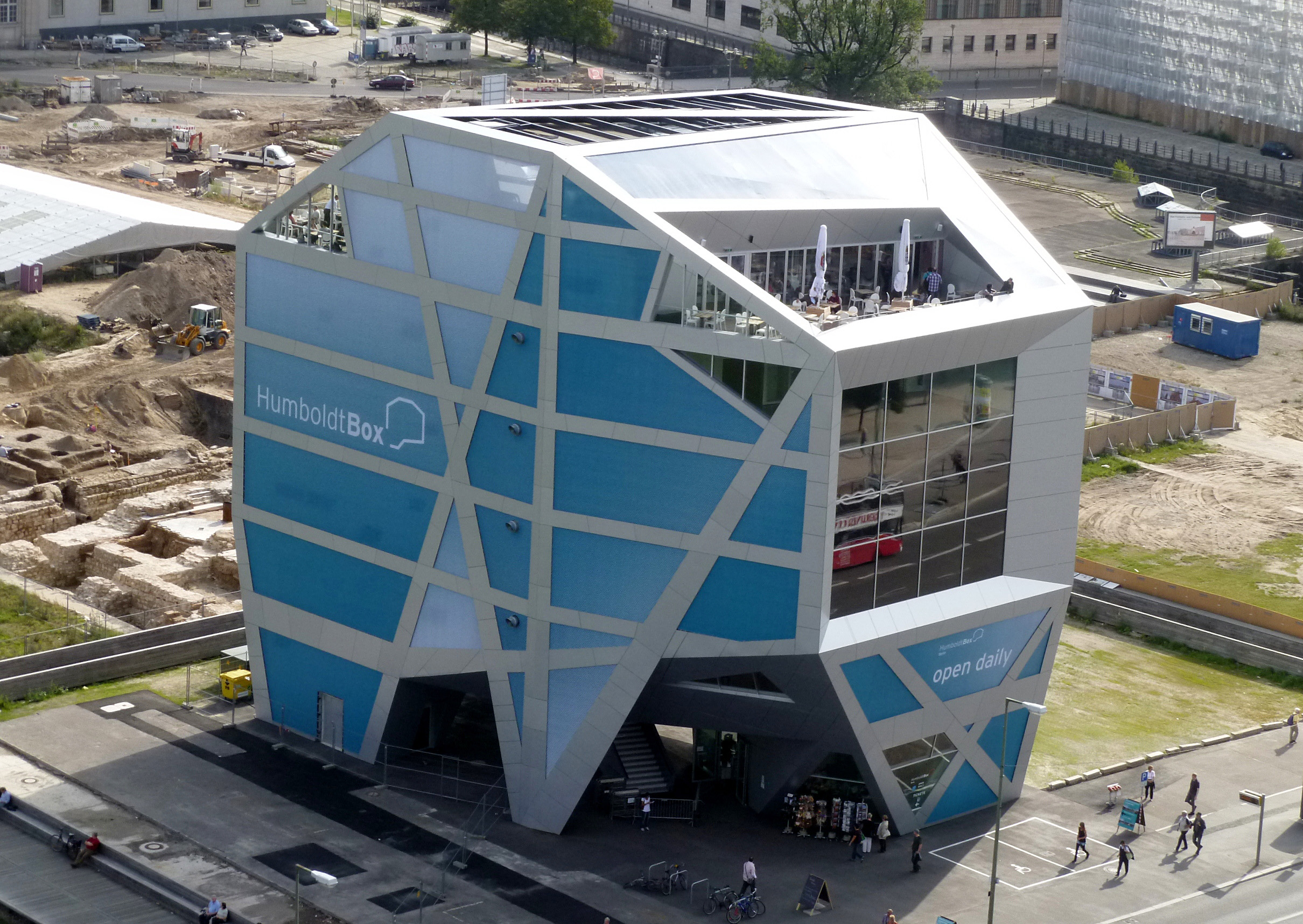
A Caixa Humboldt vista da cúpula da Catedral de Berlim, 13 de setembro de 2011
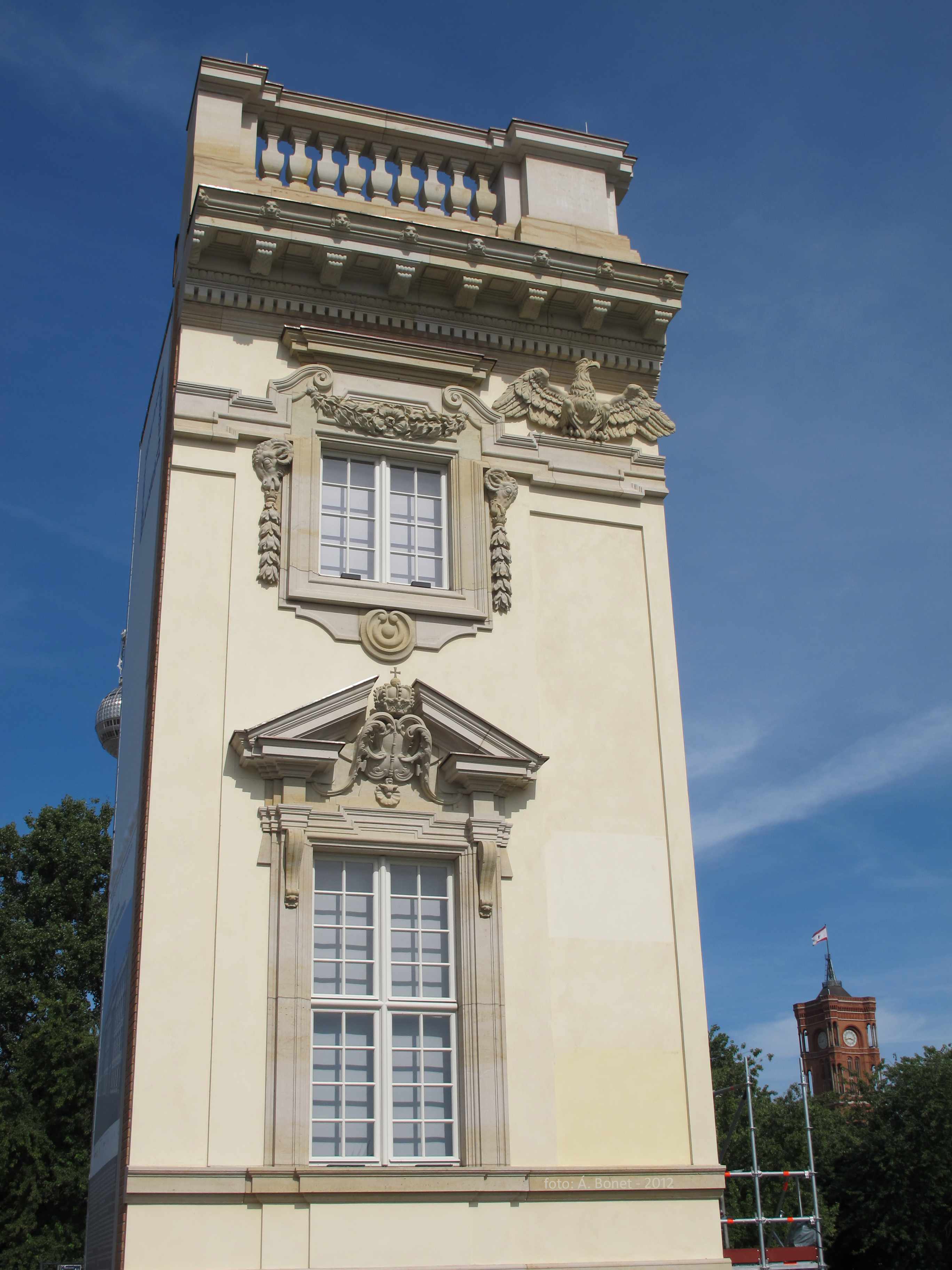
Seção de teste da fachada reconstruída, 18 de agosto de 2012
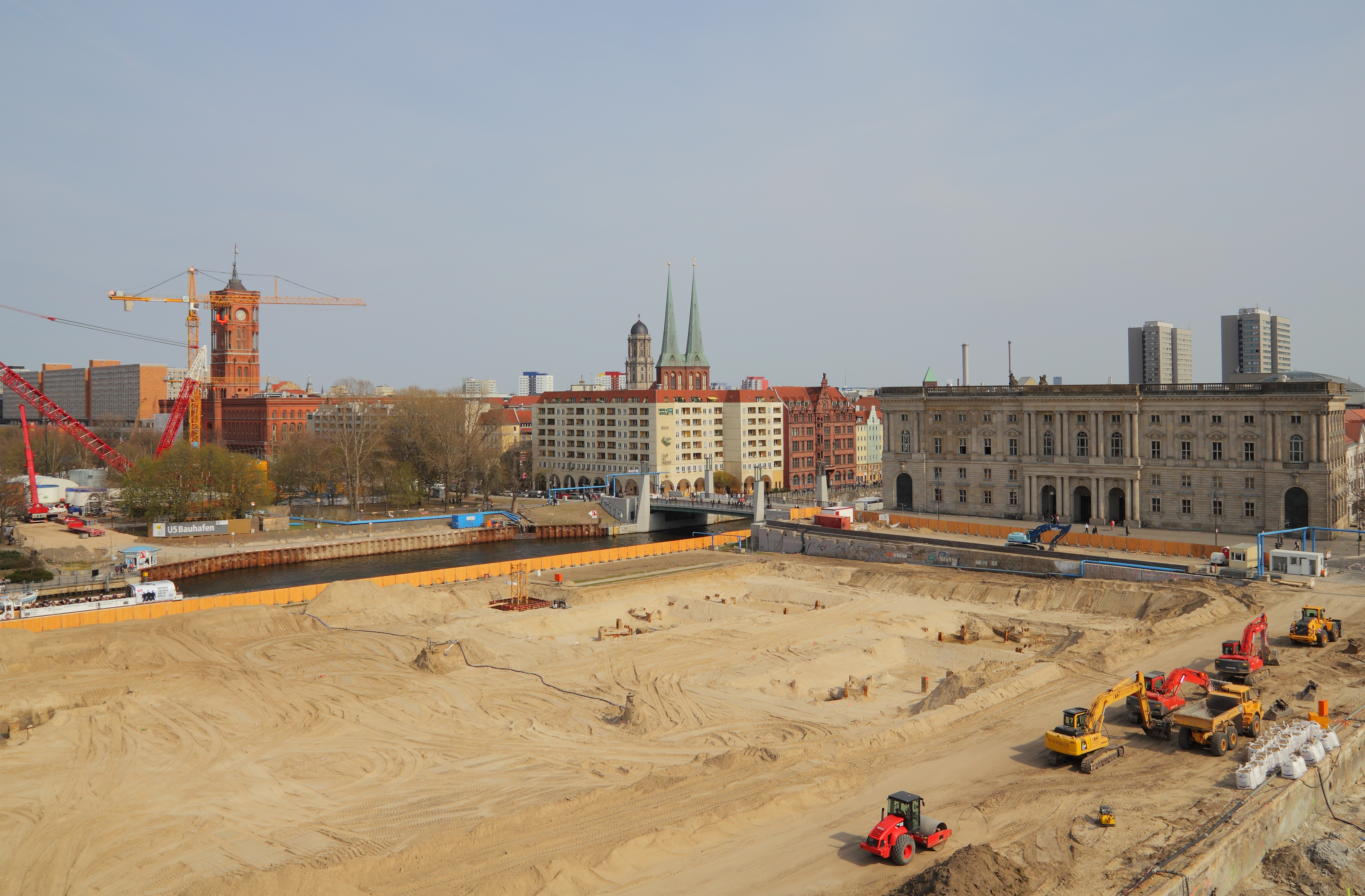
Vista do local da reconstrução a partir da Caixa Humboldt, 21 de abril de 2013

#### Rumo à construção e reconstruções adicionais
Uma importante força motriz por trás da reconstrução foi o empresário Wilhelm von Boddien. Em 1992, ele e Kathleen King von Alvensleben fundaram o que se tornou a Associação Patrocinadora do Palácio da Cidade de Berlim – que se tornou o grupo de lobby mais influente. A Associação acumulou planos que se acreditava perdidos e financiou um projeto de pesquisa na Universidade Técnica de Berlim para medir fotos e desenhos sobreviventes do palácio para criar planos arquitetônicos precisos. Em 1993, na maior montagem de andaimes do mundo, ergueu audaciosamente uma maquete em trompe-l'œil de duas fachadas do palácio em escala 1:1 em lona plástica. Financiado de forma privada por doações e patrocínios, este coup de théâtre permaneceu por um ano e meio. Mostrando uma visão do centro de Berlim perdida por cinquenta anos, e como o palácio poderia fornecer o elo perdido para o conjunto histórico do Zeughaus, o Museu Antigo e a Catedral de Berlim, o espetáculo trouxe o debate a um clímax temporário em 1993-94. Embora a opinião continuasse dividida, a associação conseguiu conquistar muitos políticos e outras figuras-chave para seus esforços.
Em vista da oposição anterior, incluindo o alto custo e, mais importante, as objeções psicológicas e políticas, sucessivos governos alemães se recusaram a se comprometer com o projeto. No entanto, em 2002 e 2003, resoluções multipartidárias do Bundestag chegaram a um compromisso para apoiar pelo menos uma reconstrução parcial do palácio.
Em 2007, o Bundestag tomou uma decisão definitiva sobre a reconstrução. De acordo com este compromisso, que havia sido elaborado por uma comissão, três fachadas do palácio seriam reconstruídas, mas o interior seria uma estrutura moderna para servir como museu cultural e fórum. Uma competição arquitetônica foi realizada e, em 2008, o júri escolheu a submissão do arquiteto italiano Franco Stella. Alguns dos espaços internos no projeto de Stella seguem as proporções exatas dos salões de estado originais do palácio; isso permitiria sua reconstrução posteriormente, caso desejado. A reconstrução também reproduz a largura original de um metro das paredes externas. Estas foram reconstruídas como uma construção em camadas da seguinte forma: uma parede de contenção interna de concreto, seguida por uma camada de isolamento e uma parede externa de tijolo, arenito e estuque que replica o original. A reconstrução da Ala da Farmácia com frontão renascentista, que se conectava ao palácio no lado norte, seria outro possível projeto futuro.
Cortes no orçamento do governo alemão atrasaram a construção do "Humboldtforum", como o novo palácio foi intitulado. A pedra fundamental foi finalmente lançada pelo presidente Joachim Gauck em uma cerimônia em 12 de junho de 2013, que anunciou o lançamento de um projeto de reconstrução de 590 milhões de euros.
Em 2017, houve um debate sobre a inclusão de uma cruz na cúpula do palácio, em relação à adesão à precisão histórica ou ao secularismo. Posteriormente, uma estátua de Antínoo foi instalada na fachada do palácio no pátio Schlüterhof. No entanto, a cruz foi instalada no topo da cúpula em 29 de maio de 2020.

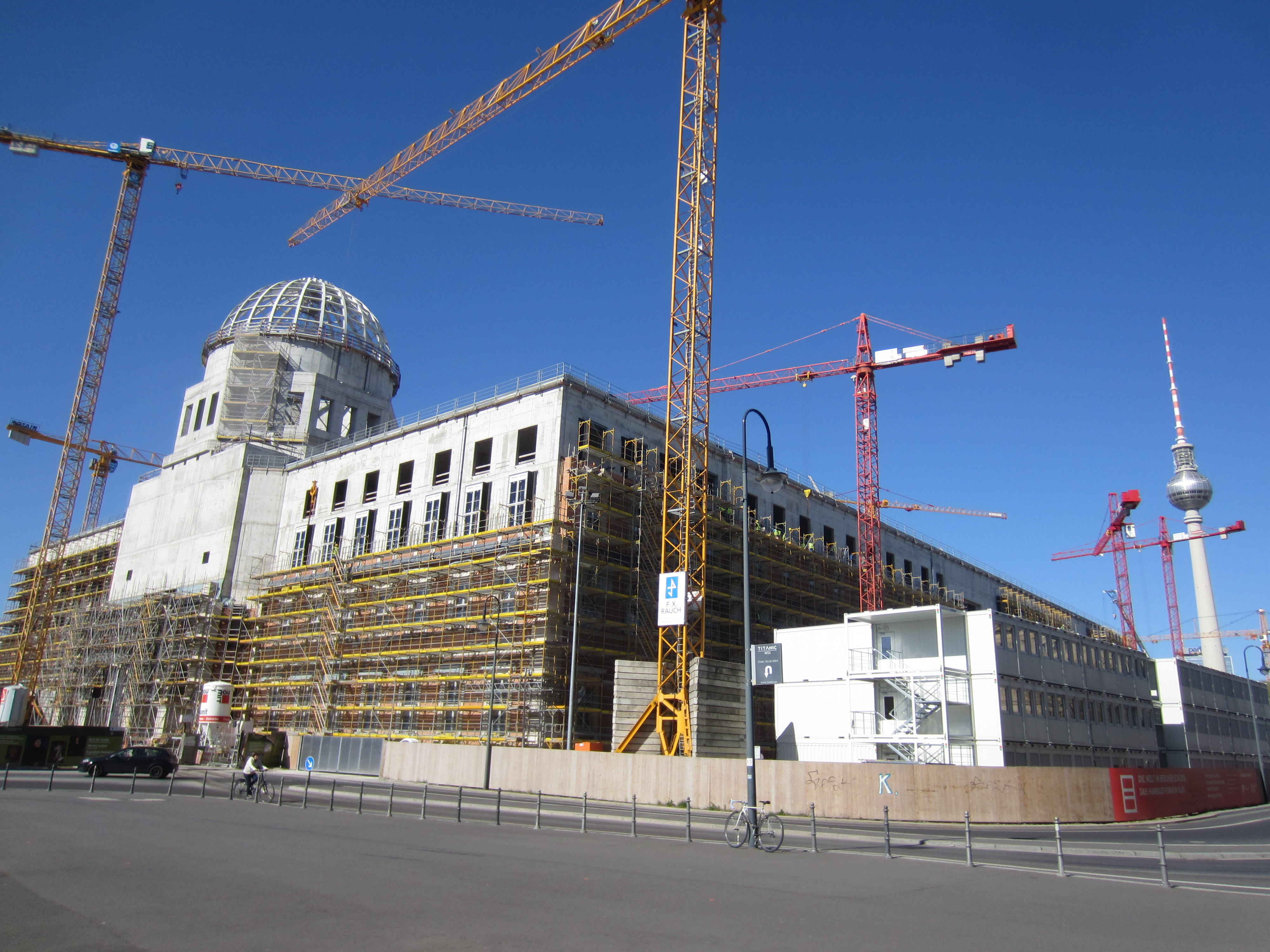
Trabalho de reconstrução em andamento, 20 de abril de 2016
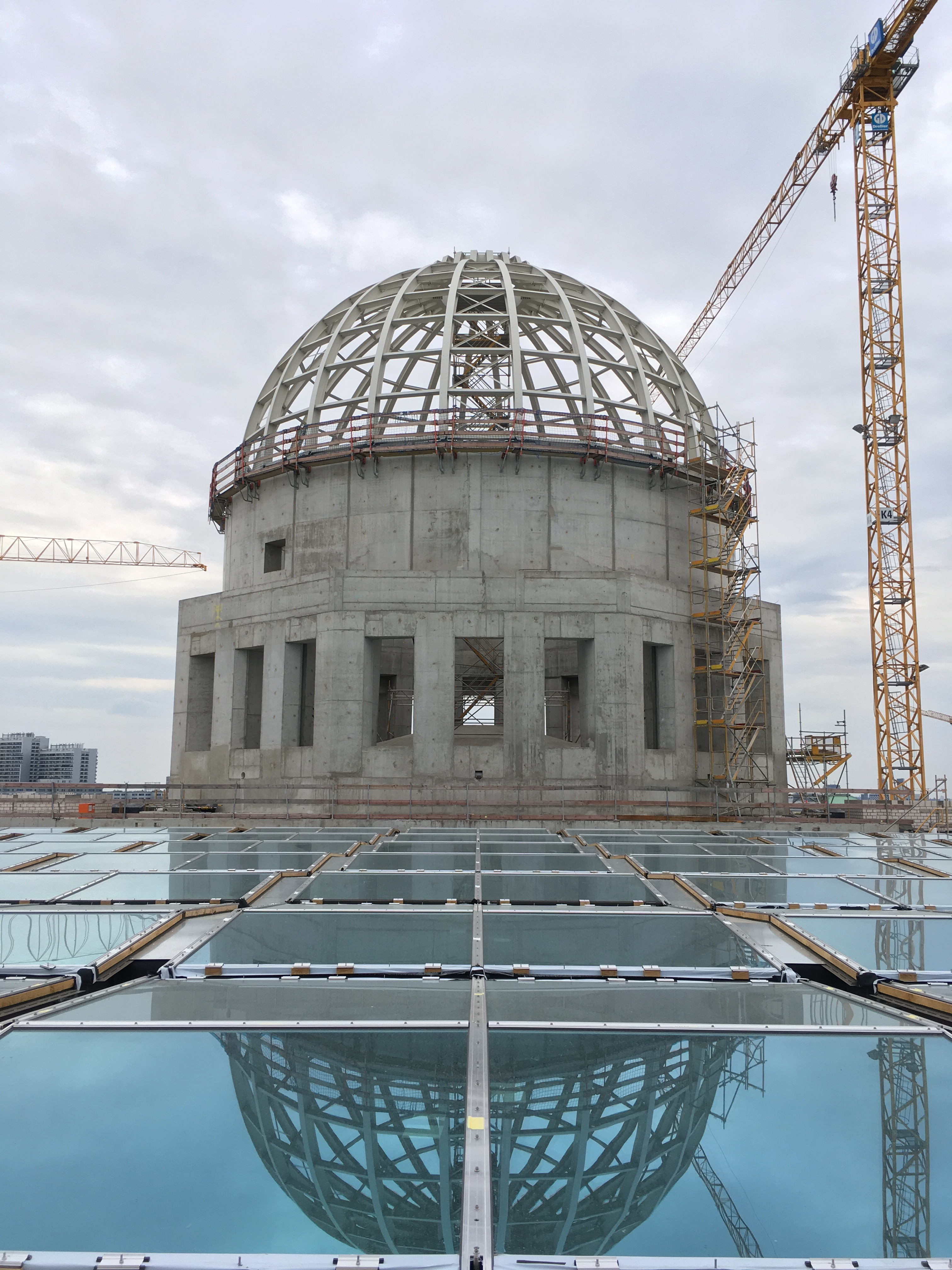
A cúpula em reconstrução, 11 de junho de 2016
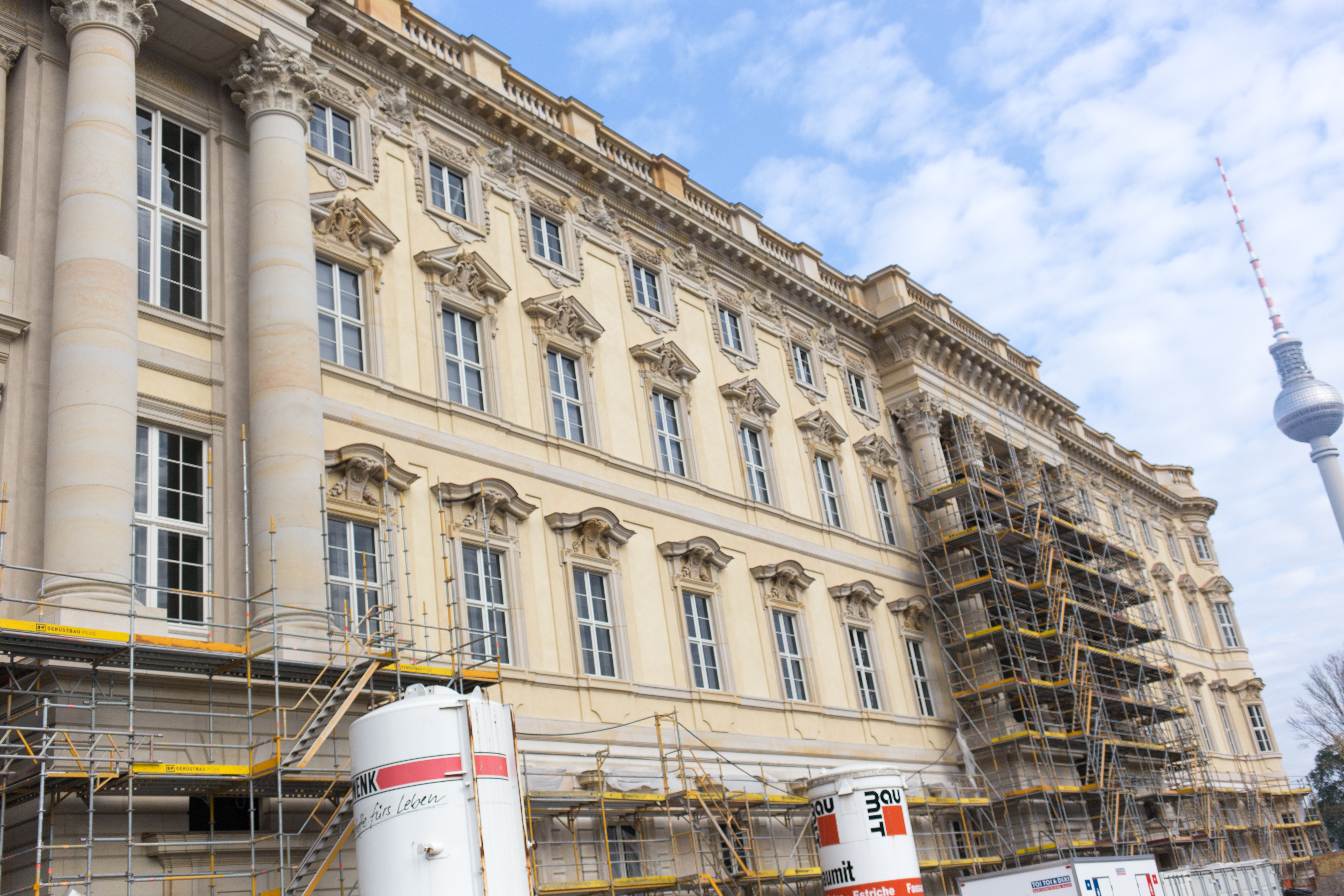
Andaimes na fachada sul, 3 de novembro de 2018
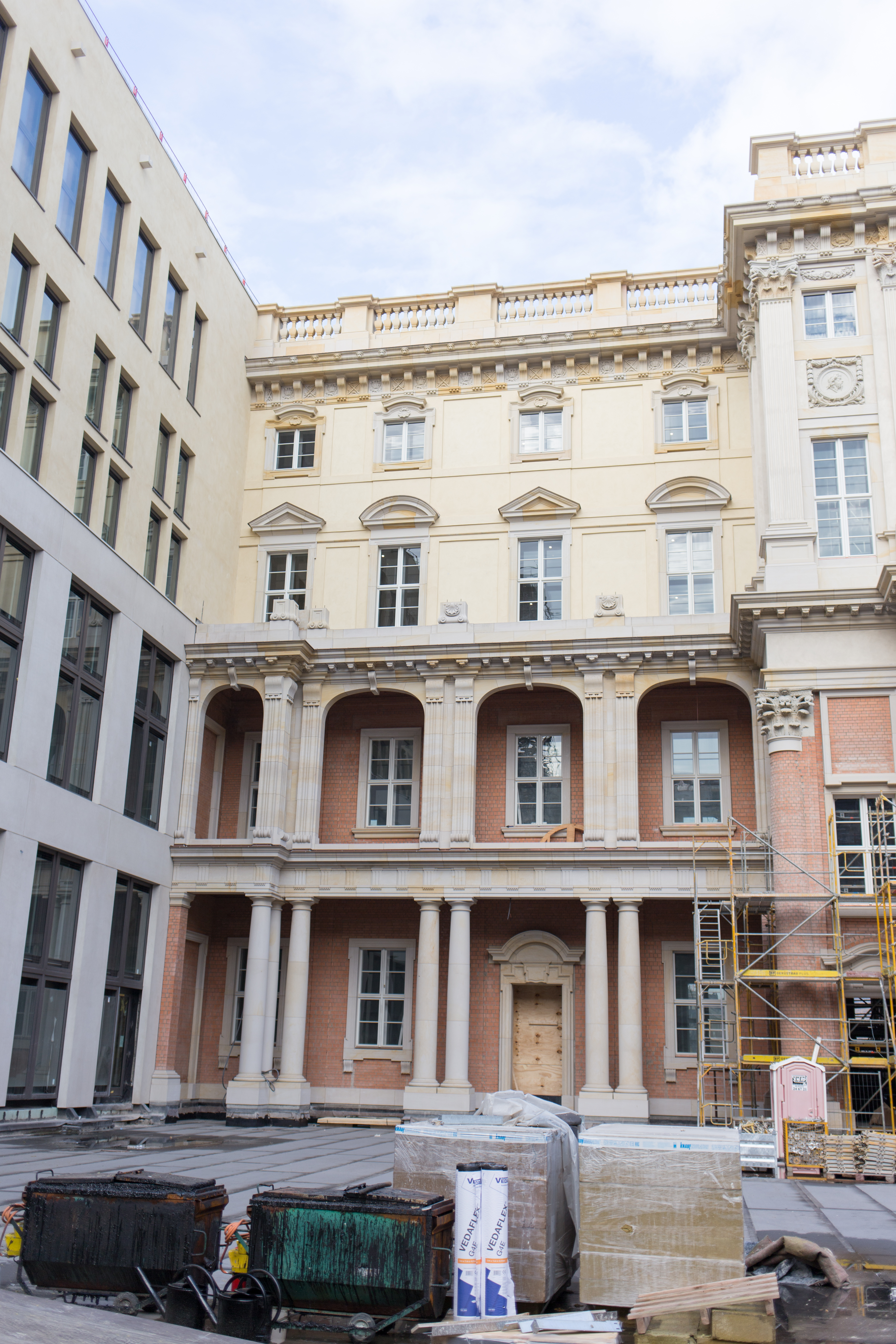
O pátio interno, 3 de novembro de 2018
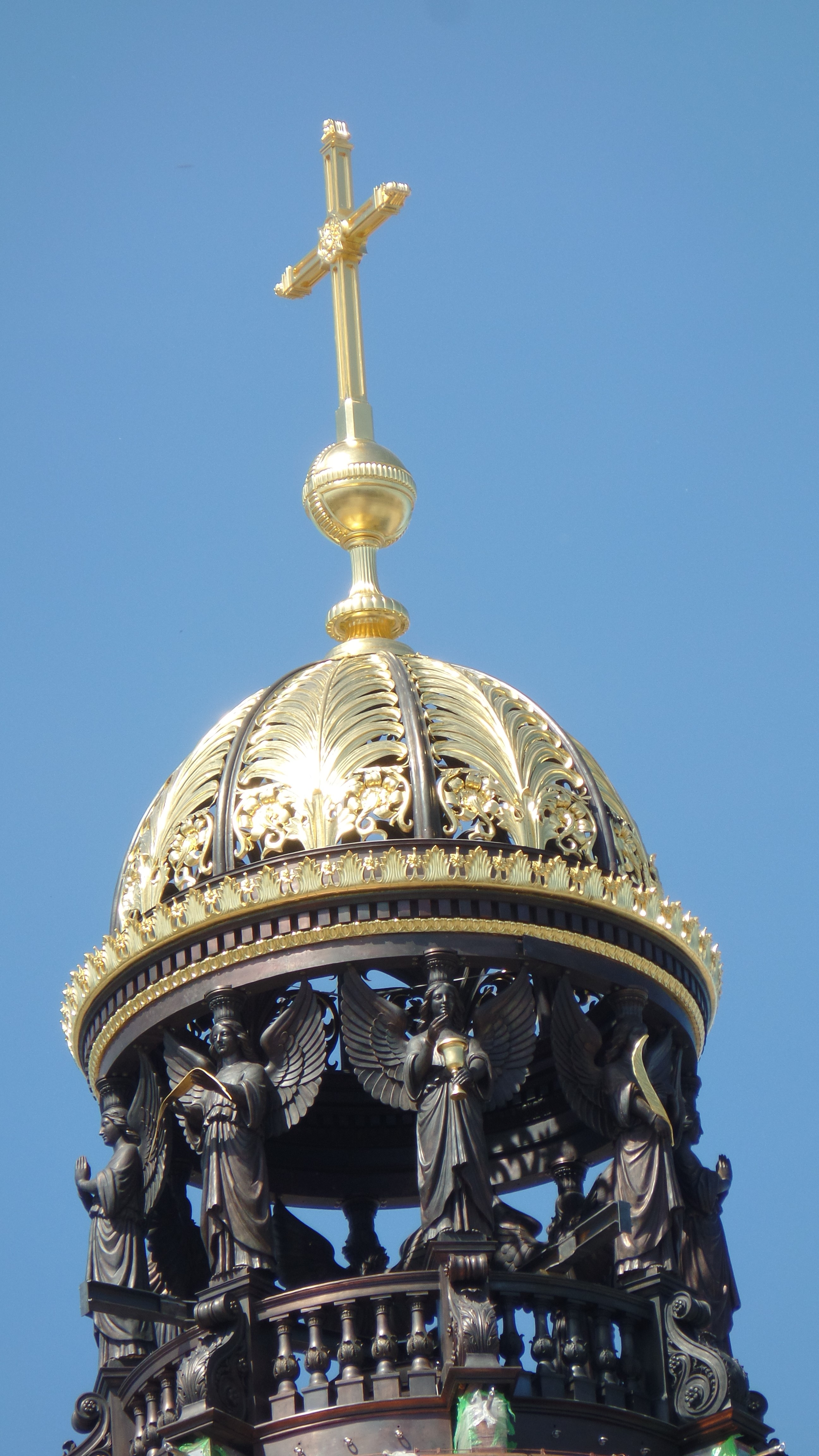
A cúpula coroada por uma cruz, instalada em 29 de maio de 2020

Ao ser concluído em 2020, o edifício abrigou um museu contendo coleções de arte africana e outras não europeias, além de dois restaurantes, um teatro, um cinema e um auditório.
Em julho de 2022, os relevos de bronze originalmente feitos por Otto Lessing em 1897 e montados em 1903 foram reconstruídos e montados no Portal Eosander, tendo os originais (como muitos dos desenhos exteriores) desaparecido após a demolição do Palácio da Cidade. Logo em seguida foram montadas as placas reconstruídas com as palavras de Frederico II, Eleitor de Brandemburgo e Frederico I da Prússia, o primeiro rei prussiano.
A área ao redor do Palácio de Berlim, que incluía a Adlersäule (Coluna da Águia) de granito, os Rossebändiger (Domadores de Cavalos) de bronze e o Neptunbrunnen (Fonte de Netuno), coletivamente chamada de Schlossplatz, foi planejada para ser redesenhada até 2023 de forma moderna, que ainda seria capaz de trazer de volta os itens originais mencionados ao redor do palácio, se desejado. Esses projetos de terraço acabaram sendo implementados em um design mais modernista, diferente do design original mais ornamentado. Em frente ao Schlossplatz está planejado o Denkmal für Freiheit und Einheit (Monumento à Liberdade e Unidade).
No início de abril de 2023, o Große Wappenkartusche (Grande Brasão de Armas) do Reino da Prússia foi montado no centro do Portal Eosander, marcando a conclusão das decorações da fachada no Portal III. A partir de 2025, as passagens dos portais I, IV, V do palácio e um total de 19 esculturas de fachada estão em planejamento ou restauração. O interior do palácio foi projetado de forma a permitir a reconstrução dos salões de estado barrocos de Schlüter, como a Grande Escadaria (Großes Treppenhaus), o Salão dos Cavaleiros (Rittersaal) e a Galeria de Pinturas (Bildergalerie) a longo prazo.

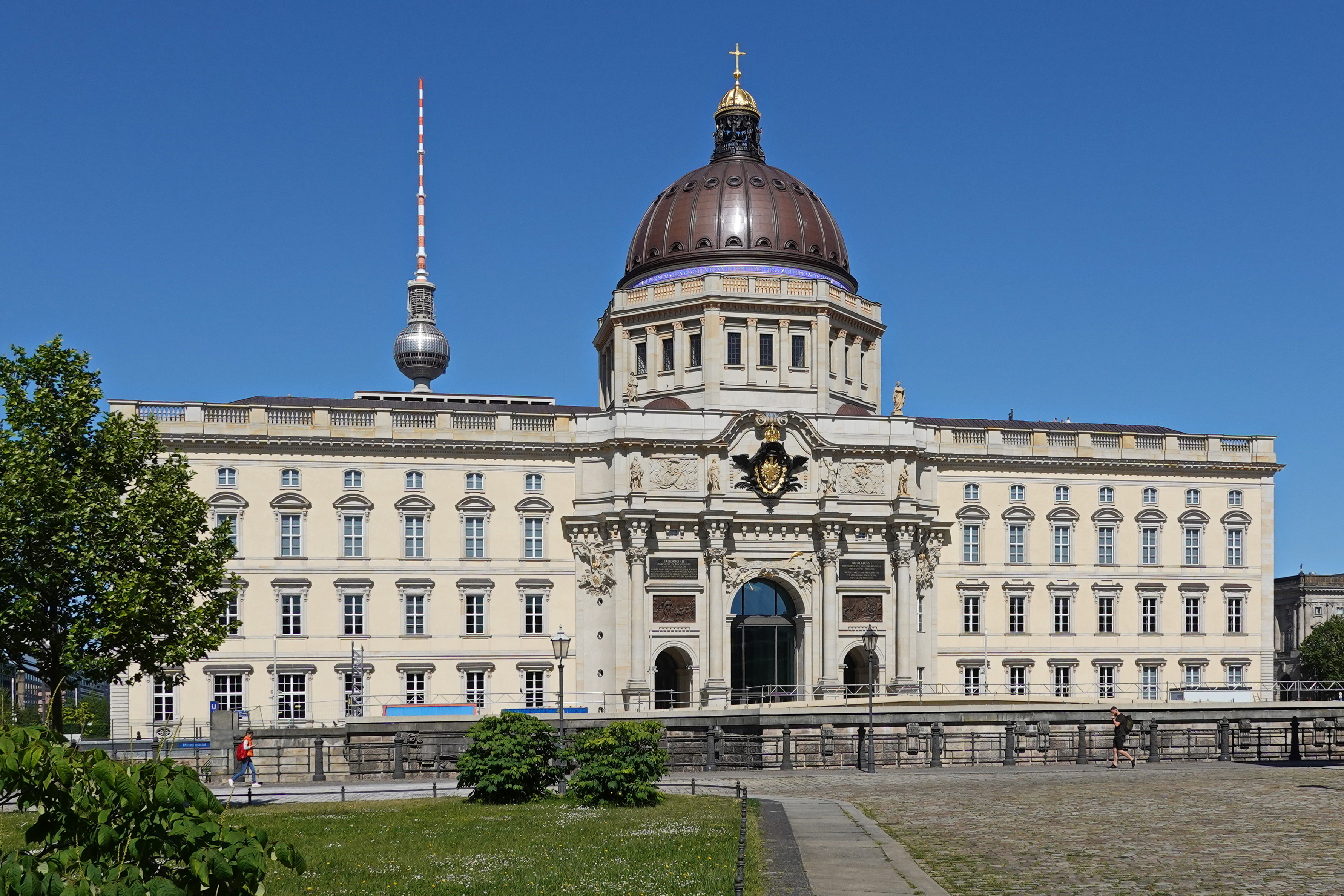
O palácio com os relevos e placas de bronze reconstruídos no portal inicialmente projetado pelo arquiteto Eosander[a]
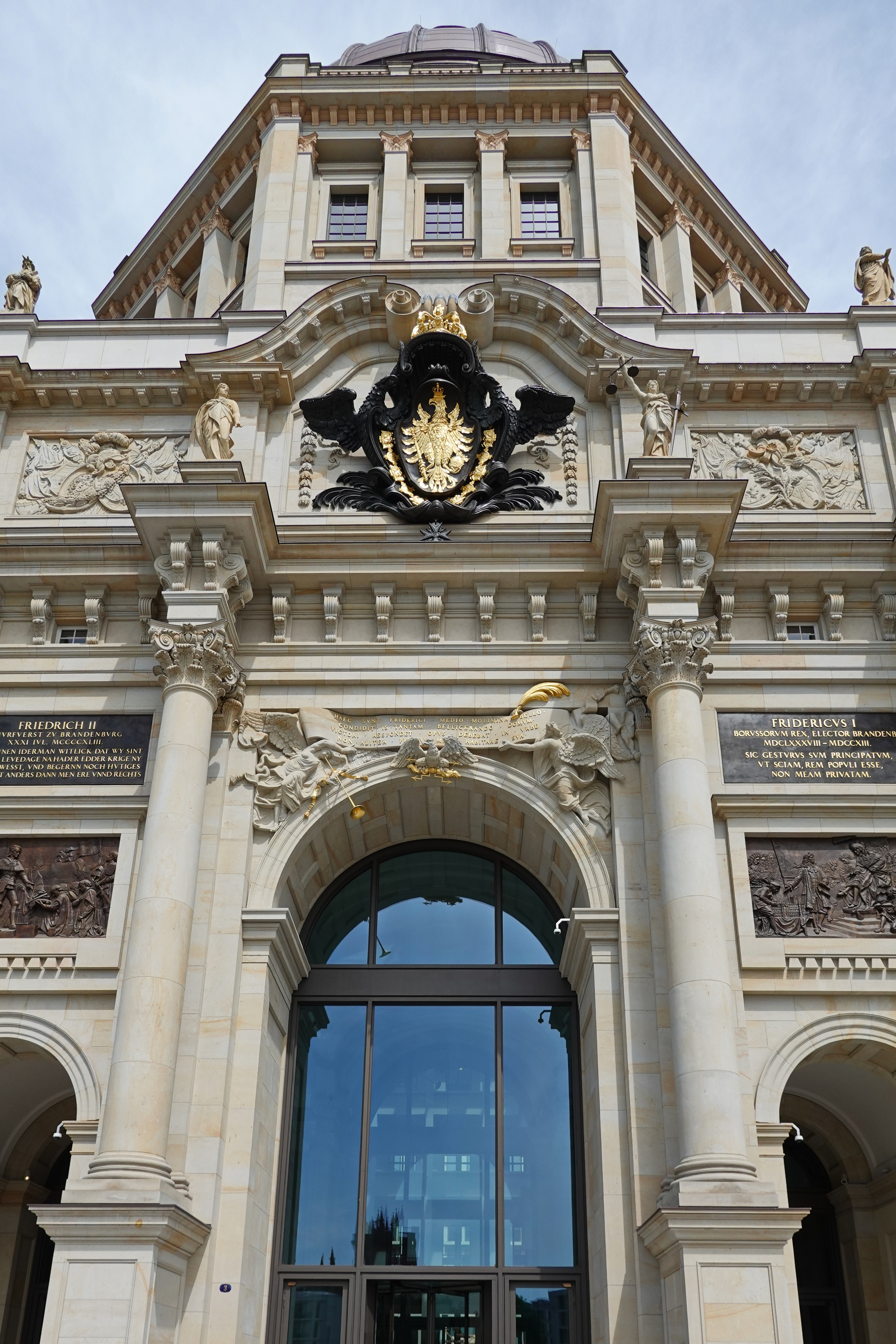
Detalhe do portal Eosander
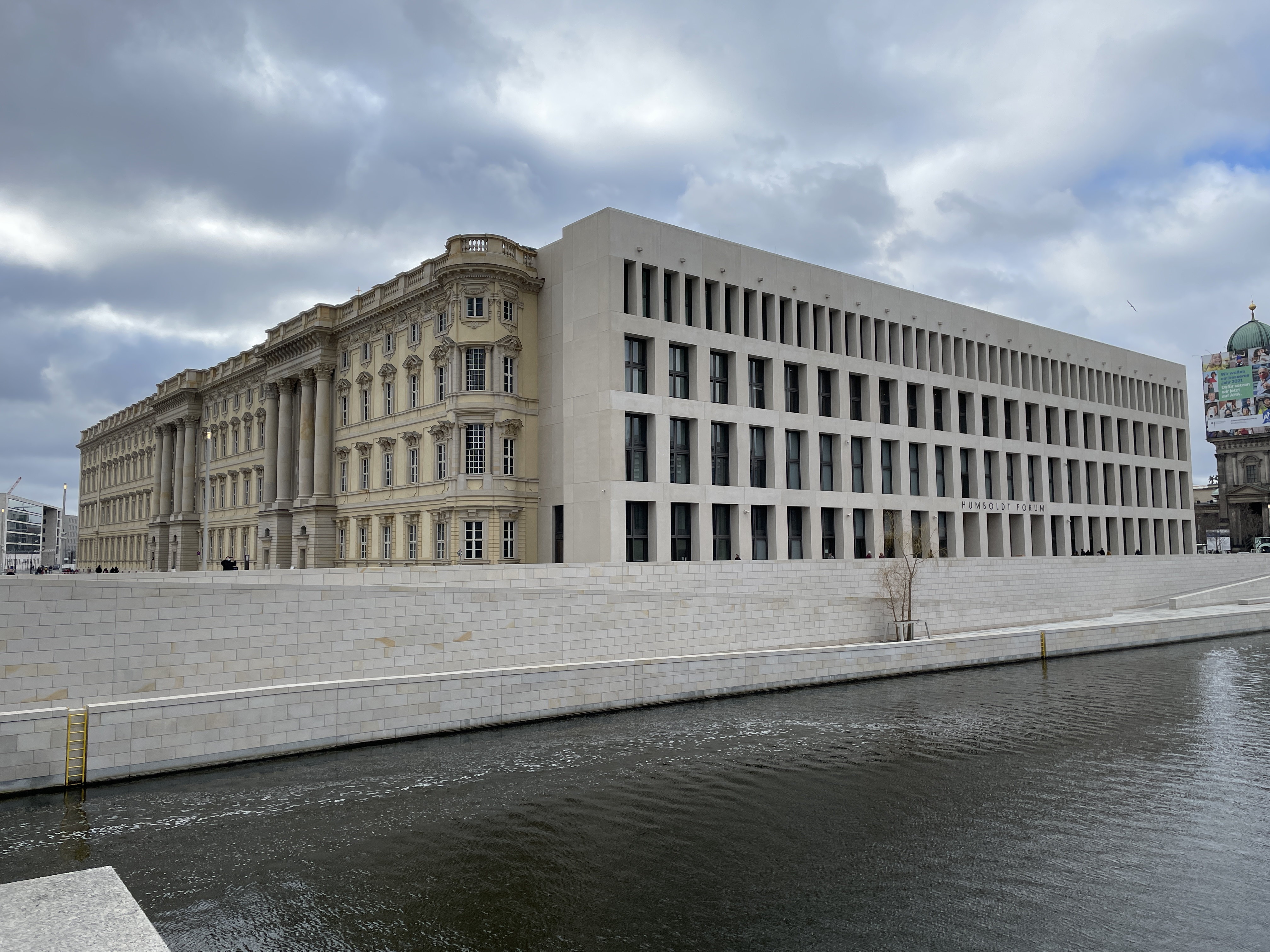
Fachadas sul e leste do palácio, abrigando o Fórum Humboldt
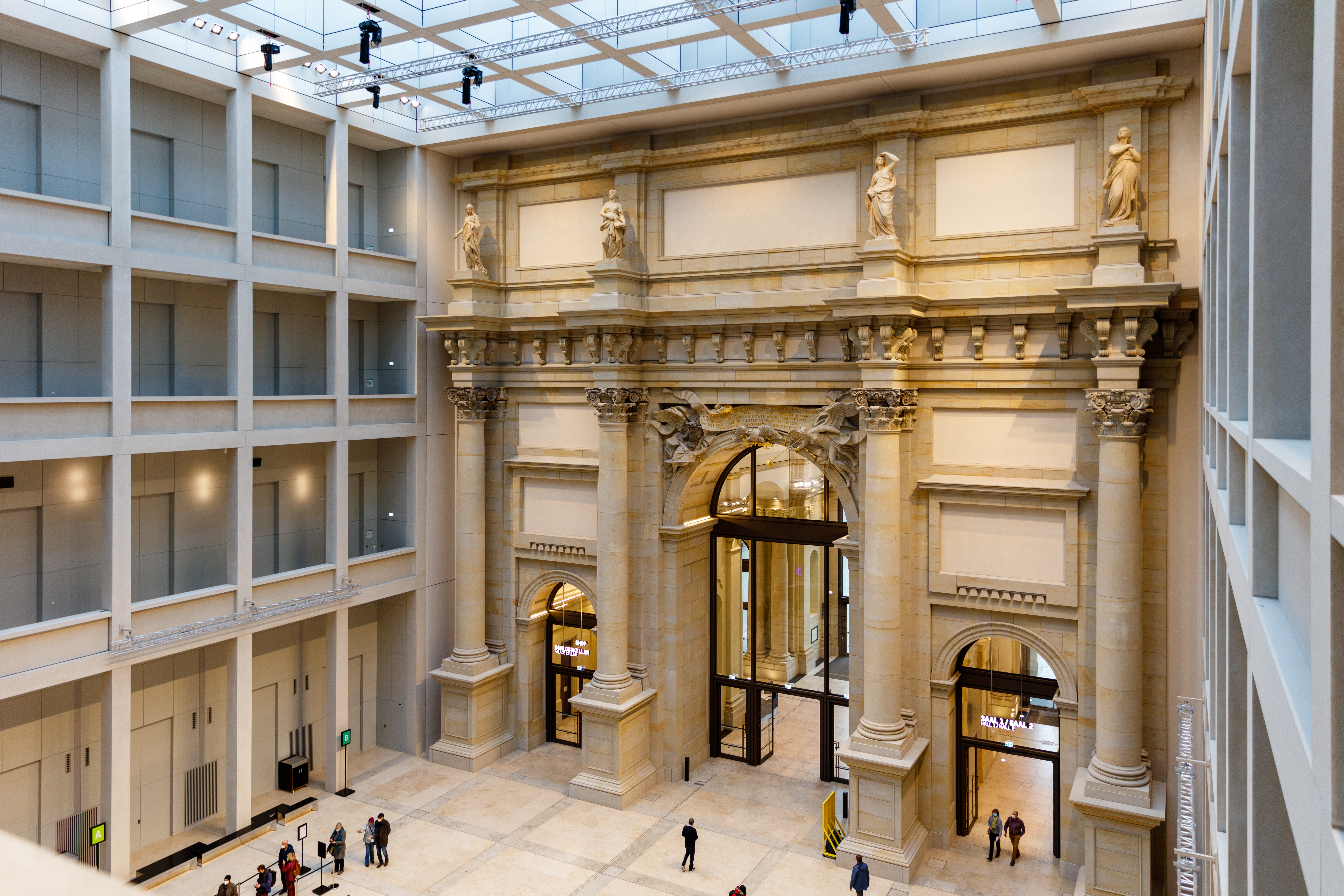
Foyer do Fórum Humboldt
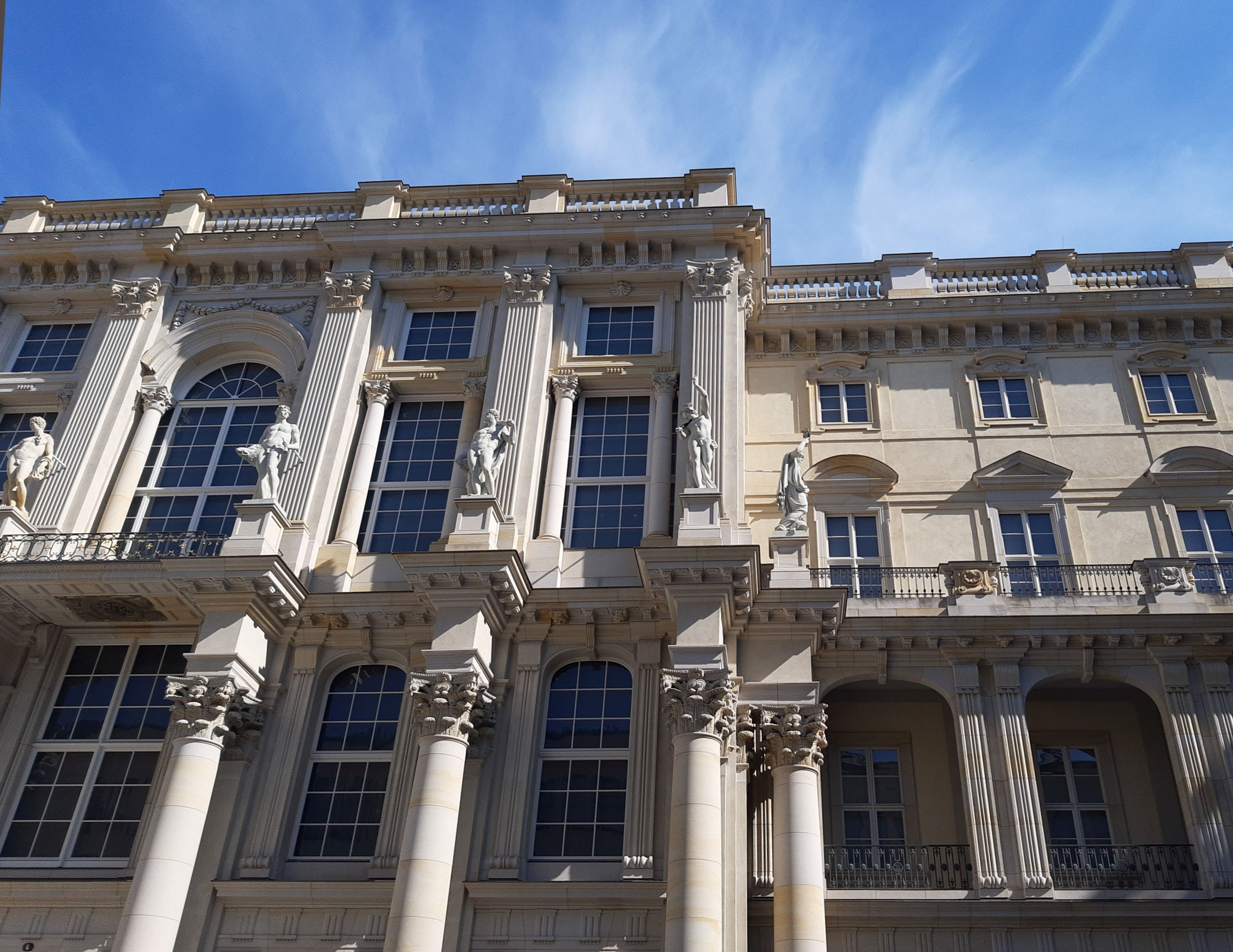
Uma parte do Schlüterhof reconstruído

### Citações
1. ↑  «Berliner Schloss». Die Geschichte Berlins (em alemão)
2. ↑  Georg Dehio: Handbuch der Deutschen Kunstdenkmäler, Berlin. Deutscher Kunstverlag, Munich 2006, ISBN 978-3-422-03111-1, p. 63. (German)
3. ↑  «So verlief das Richtfest am Berliner Schloss (Topping-out wreath ceremony at the Palace, German article)». Der Tagesspiegel Online. Consultado em 13 de junho de 2015
4. ↑  Weltkunst (16 dezembro 2020). «Eröffnung der Dritte Palast»
5. ↑  Ingo Materna and Wolfgang Ribbe, Geschichte in Daten – Brandenburg, Munich and Berlin: Koehler & Amelang, 1995, p. 68. ISBN 3-7338-0188-1.
6. ↑  Wolfgang Gottschalk, Altberliner Kirchen in historischen Ansichten, Würzburg: Weidlich, 1985, p. 171. ISBN 3-8035-1262-X
7. ↑  Wermusch, Günter (1991). Die Bernsteinzimmer Saga: Spuren, Irrwege, Rätsel (em alemão). [S.l.]: Yale University. ISBN 978-3861530190
8. ↑  «Long Live the Republic-November 9, 1918». Deutsche Welle. 16 novembro 2009
9. ↑  Renate Petras, Das Schloss in Berlin: Von der Revolution 1918 bis zur Vernichtung 1950, Berlin: Verlag Bauwesen, 1999, p. 110. ISBN 3-345-00690-1
10. ↑  «Geheimes Gutachten: Krimi um die Sprengung des Berliner Schlosses». Bz-berlin.de. 3 agosto 2016. Consultado em 25 agosto 2016
11. ↑  «Jetzt aufgetauchtes Gutachten belegt | DDR hätte Stadtschloss für 32 Millionen Mark retten können». Bild.de. 4 agosto 2016. Consultado em 29 agosto 2016
12. ↑  Photo: Köhler, Gustav; 15 October 1950; Bundesarchiv, Bild 183-08 103-0025
13. ↑  «Palast-Abriss dauert länger und wird teurer als geplant». DIE WELT. 11 dezembro 2006. Consultado em 2 dezembro 2020
14. ↑  Stubbs, John H.; Makaš, Emily G. (2011). Architectural Conservation in Europe and the Americas. [S.l.]: John Wiley & Sons
15. ↑  Rettig, Manfred (2013). The Berlin Palace Becomes The Humboldt Forum. [S.l.]: Humboldt Forum Foundation
16. 1 2 3  Goebe,Rolf J. Berlin's Architectural Citations: Reconstruction, Simulation, and the Problem of Historical Authenticity, PMLA, Modern Language Association of America, 2003
17. ↑  Frederick Studemann (13 de setembro de 2019). «Berlin's Stadtschloss and the trouble with history». Financial Times. Consultado em 19 de janeiro de 2023
18. ↑  Whitney, Craig R. "A Berlin Palace Stirs in Its Grave". The New York Times, 12 de julho de 1993.
19. ↑  «Rebuilding the Past?». dw.com (em inglês). 27 de novembro de 2008. Consultado em 19 de janeiro de 2023
20. ↑  «Berlin's City Palace Controversy Refuses to Die». Dw.com. Consultado em 7 de junho de 2017
21. ↑  Whitney, Craig R. (12 de julho de 1993). «A Berlin Palace Stirs in Its Grave». The New York Times. ISSN 0362-4331. Consultado em 23 de agosto de 2016
22. ↑  Oswalt, Philipp (1 de fevereiro de 2008). «Das Stadtschloss-Geschäft» [O Negócio do Palácio da Cidade]. Bauwelt (em alemão). pp. 7–8. Consultado em 7 de junho de 2017
23. 1 2  Werning, Remei Capdevila From Berliner Stadtschloss to Humboldt-Box and Back Again: Architecture in the Conditional, Universitat Autònoma de Barcelona
24. ↑  Harriet Alexander (12 de junho de 2013). «Berlin begins reconstruction of King Frederick the Great's palace». The Telegraph. Consultado em 14 de junho de 2013
25. ↑  «Berlin squabbles over cross on City Palace reconstruction». DW. 21 de maio de 2017
26. ↑  «Schlüter's colossal sculptures have arrived in the Humboldt Forum». Humboldt Forum. 15 de fevereiro de 2019. Consultado em 17 de março de 2025
27. ↑  Just, Bertold (20 de agosto de 2018). «Sculptures tell their stories». Humboldt Forum. Consultado em 17 de março de 2025
28. ↑  «Cross causes controversy atop reconstructed Berlin Palace». DW. 29 de maio de 2020
29. ↑  «Berlin Palace Rebuilding Begins 63 Years After Explosion – Bloomberg». Bloomberg News. Consultado em 6 de março de 2017. Cópia arquivada em 7 de dezembro de 2014
30. ↑  «Weitere Rekonstruktion: Die bronzenen Reliefplatten am Eosanderportal wurden montiert». Förderverein Berliner Schloss E.V. 29 de julho de 2022
31. ↑  «Officials finally break ground on Berlin's 'seesaw' reunification monument». The Architect's Newspaper. 1 de junho de 2020
32. ↑  «Das ist der Krönung! Berlin Schloss erhält Portalschmuck für 2. Mio. Euro». Die Stimme Berlins. 3 de abril de 2023